# Хронологія російського вторгнення в Україну (лютий 2023)
Ця стаття є частиною Хронології повномасштабного вторгнення Росії до України з 2022 року, яка є частиною хронології російської збройної агресії проти України з 2014 року.
Про події попереднього місяця — див. Хронологія російського вторгнення в Україну (січень 2023)
Про події наступного місяця — див. Хронологія російського вторгнення в Україну (березень 2023)

## Загальне становище на 1 лютого 2023 року

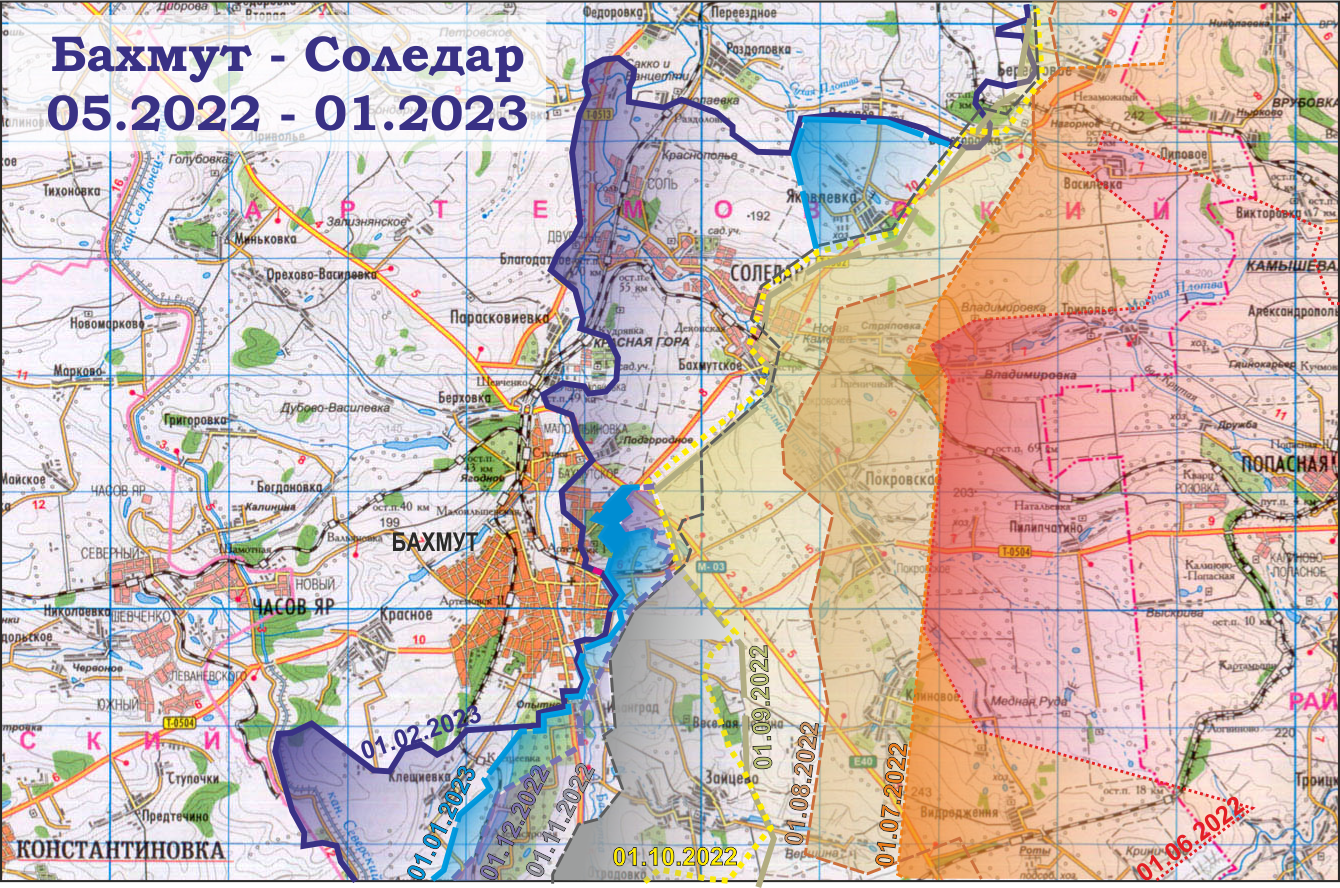
Бої за Бахмут 2022—2023

Окупанти завдали 5 авіаційних та 6 ракетних ударів. Здійснили понад 65 обстрілів з РСЗВ. Ураження зазнала цивільна інфраструктура населених пунктів Сумської, Харківської, Миколаївської та Херсонської областей.
Противник не припиняв наступальних дій на Лиманському та Бахмутському напрямках. Зазнає великих втрат. Веде безуспішні наступальні дії на Авдіївському та Новопавлівському напрямках.
Підрозділи Сил оборони відбили атаки окупантів в районах н.п. Ямполівка, Спірне, Роздолівка, Благодатне, Красна Гора, Бахмут, Кліщіївка та Парасковіївка Донецької області.
На Волинському, Поліському, Сіверському та Слобожанському напрямках без суттєвих змін, наступальних угруповань противника не виявлено. З мінометів та артилерії обстріляні райони населених пунктів Рожковичі, Басівка, Олександрівка і Грабовське Сумської області та Ветеринарне, Стрілеча, Глибоке, Зелене, Нескучне, Огірцеве, Вовчанськ, Стариця і Бударки на Харківщині.
На Куп'янському напрямку ворог обстріляв позиції наших військ в районах Іванівки, Куп'янська, Кислівки і Котлярівки Харківської області та Новоселівського і Ковалівки — Луганської.
На Лиманському напрямку вогневого ураження зазнали Новоєгорівка, Невське, Червонопопівка, Кремінна і Діброва на Луганщині.
На Бахмутському напрямку під ворожий вогонь потрапили Верхньокам'янське, Спірне, Берестове, Білогорівка, Бахмут, Іванівське, Предтечине, Кліщіївка, Курдюмівка, Дружба та Майорськ Донецької області.
На Авдіївському напрямку обстріляно Бердичі, Тоненьке, Сєверне, Авдіївку, Водяне, Георгіївку, Мар'їнку і Побєду.
На Новопавлівському напрямку вогневого ураження зазнали райони населених пунктів Велика Новосілка, Нескучне, Новоукраїнка, Богоявленка, Вугледар та Микільські Дачі Донецької області.
На Запорізькому напрямку під вогневий вплив потрапили райони 20 населених пунктів, Серед них — Времівка і Новопіль Донецької області та Малинівка, Гуляйполе, Чарівне, Оріхів і Новоданилівка на Запоріжжі.
На Херсонському напрямку обстрілів з реактивних систем залпового вогню, ствольної артилерії та мінометів зазнали райони 21 населеного пункту. Зокрема це — Золота Балка, Миколаївка, Тягинка, Понятівка, Антонівка, Берегове, Янтарне та Херсон. Є жертви серед цивільного населення.
Противник продовжив зазнавати втрат: в районі Новоіванівки Луганської області облаштовано ще один військовий шпиталь. На лікуванні перебувало близько 100 російських військовослужбовців. Ступінь важкості поранення зазвичай занижують та не обліковують у медичних документах. Після надання мінімальної допомоги — відправляють на передову.
Авіація ЗСУ протягом минулої доби завдала 9 ударів по районах зосередження ворога та 2 удари по позиціях його зенітно-ракетних комплексів. Ракетники і артилеристи уразили 13 районів зосередження живої сили противника, 1 пункт управління та 1 склад боєприпасів.

## 1—10 лютого 2023

### 1 лютого

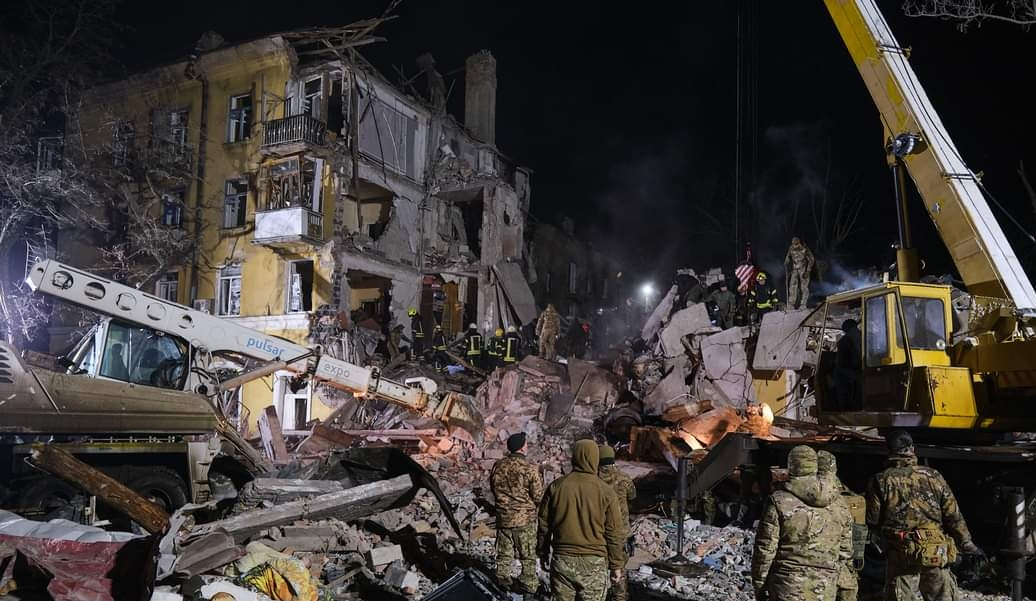
Будинок у Краматорську після ракетного удару

Росіяни вели розвідку, готувалися до наступу. Незважаючи на великі втрати, продовжили наступ на Лиманському, Бахмутському, Авдіївському та Новопавлівському напрямках, зокрема, намагалися оточити Вугледар.
ЗСУ відбили атаки окупантів в районах н.п. Новоселівське, Площанка, Невське, Червонопопівка, Діброва, Кузьмине і Білогорівка Луганської області та Спірне, Білогорівка, Васюківка, Благодатне, Красна Гора, Бахмут і Кліщіївка Донецької області.
Росіяни завдали 6 ракетних, 4 з яких по цивільній інфраструктурі населених пунктів Слов'янськ, Краматорськ та Дружківка Донецької області, а також 4 авіаційних удари. Здійснили 73 обстріли з РСЗВ. Від ворожих ударів загинули мирні люди. З танків і артилерії росіяни обстрілювали прифронтові райони від Чернігівської до Херсонської областей.
Окупанти вдень обстріляли село Єліне на Чернігівщині — внаслідок влучання міни у погріб загинуло четверо людей.
Ввечері вдарили ракетою по багатоповерхівці в центрі Краматорська. Відомо про щонайменше 4 загиблих та 18 поранених.

### 2 лютого
Росіяни, зазнаючи великих втрат, продовжили спроби наступу на Лиманському, Бахмутському, Авдіївському та Новопавлівському напрямках. ЗСУ відбили атаки в районах н.п. Стельмахівка, Невське і Білогорівка Луганської області та Верхньокам'янське, Миколаївка, Красна Гора, Парасковіївка, Бахмут, Іванівське і Курдюмівка на Донеччині.
Росіяни завдали 4 ракетних, 2 з них — по цивільній інфраструктурі Краматорська, а також 5 авіаційних ударів. Здійснив понад 70 обстрілів з реактивних систем залпового вогню по цивільних об'єктах Херсонщини та Миколаївщини. Від ворожих ударів загинули та отримали поранення мирні громадяни. З танків і артилерії росіяни обстрілювали Сумщину, прифронтові райони від Чернігівської до Херсонської областей. Масованої атаки зазнали Комишани на Херсонщині.
Окупанти знову обстріляли центр Краматорська, було пошкоджено житло, школу, дитячу лікарню. Відбувся черговий обмін тілами воїнів. Україна повернула тіла близько 150 полеглих захисників.

### 3 лютого

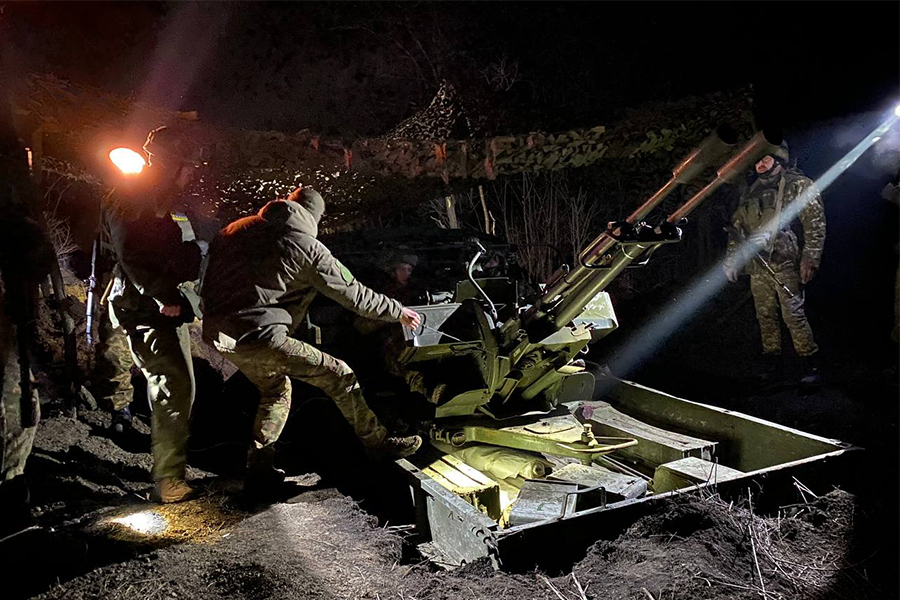
Зенітники Національної гвардії за допомогою прожекторів полюють на російські безпілотники в Херсонській області

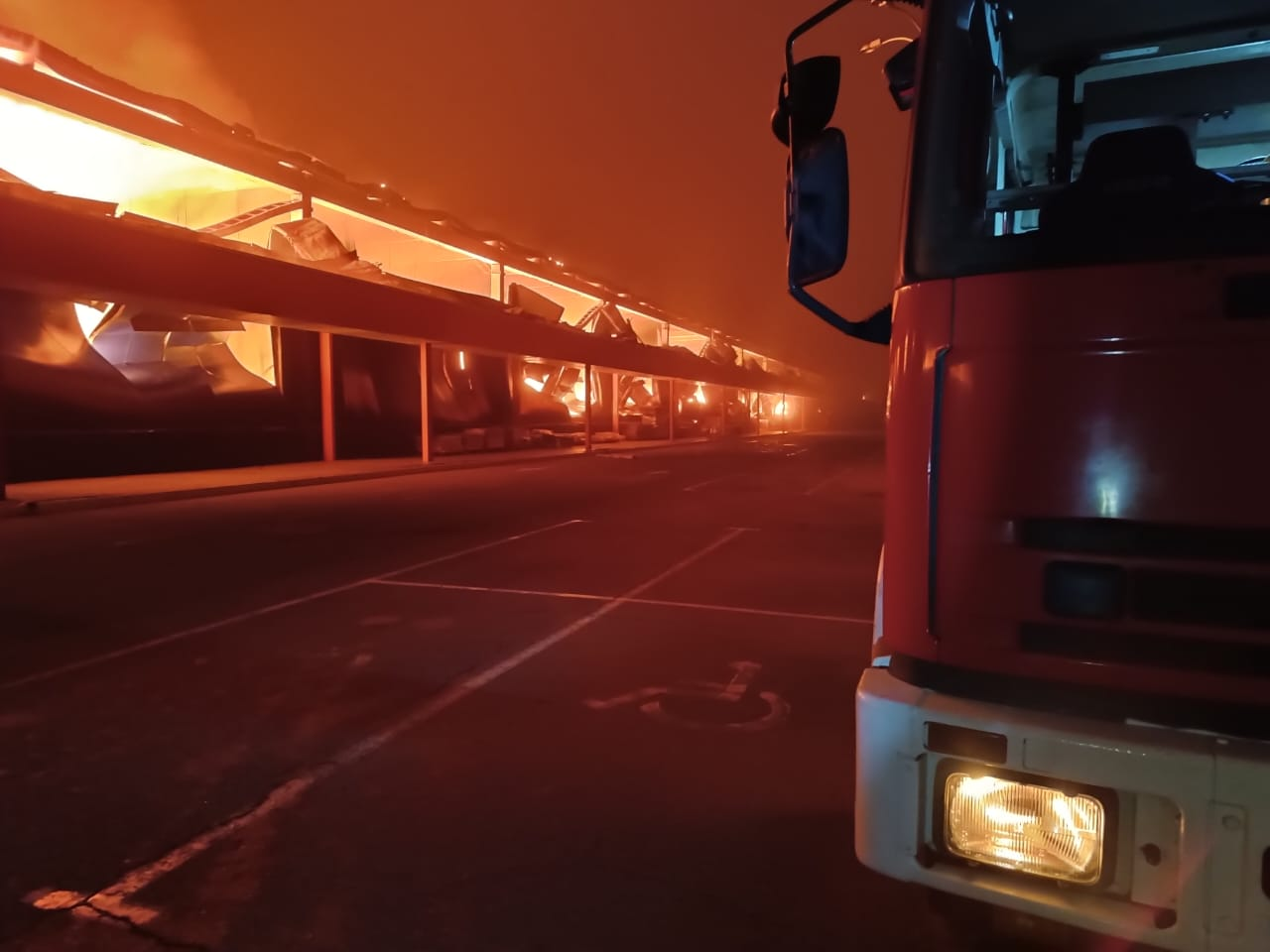
Магазин «Епіцентр К» у Херсоні після обстрілу

Росіяни продовжили спроби наступу наступальні дії на Лиманському, Бахмутському, Авдіївському та Новопавлівському напрямках, зазнавали великих втрат.
ЗСУ відбили атаки в районах н.п. Греківка, Невське, Кремінна і Діброва Луганської області та Верхньокам'янське, Красна Гора, Парасковіївка, Бахмут і Іванівське Донецької області.
Противник завдав 20 авіаційних та 3 ракетних удари, зокрема, по цивільній інфраструктурі Харківської та Миколаївської областей, були жертви серед цивільного населення. Здійснив понад 90 обстрілів з РСЗВ. З танків і артилерії росіяни обстрілювали прифронтові райони від Чернігівської до Херсонської областей. Обстріляно Торецьк, Нікополь, Херсон, в місті почалася пожежа.
Ворог обстріляв Барвінкове Ізюмського району. Двоє людей загинули, один чоловік отримав поранення. В Бахмуті від обстрілу згоріла будівля державного підприємства «Донецькгеологія», де зберігалися дані про запаси корисних копалин і був мінералогічний музей.

### 4 лютого
Росіяни наступали на Куп'янському, Лиманському, Бахмутському, Авдіївському та Новопавлівському напрямках. ЗСУ відбили атаки в районах н.п. Кремінна і Шипилівка Луганської області та Верхньокам'янське, Благодатне, Красна Гора, Парасковіївка, Бахмут, Іванівське і Кліщіївка на Донеччині. Ворог продовжував вести оборону раніше захоплених рубежів на інших напрямках, обстрілює позиції наших підрозділів та населені пункти, що межують з лінією зіткнення. В центрі Бахмуту росіянами було зручновано багатоповерхівку.
Росіяни здійснили 61 обстріл з РСЗВ, зокрема і по цивільній інфраструктурі Херсона. З танків і артилерії росіяни обстрілювали прифронтові райони від Чернігівської до Херсонської областей.
Росіяни били з важкої артилерії, випустивши близько 10 снарядів по Марганецькій громаді.

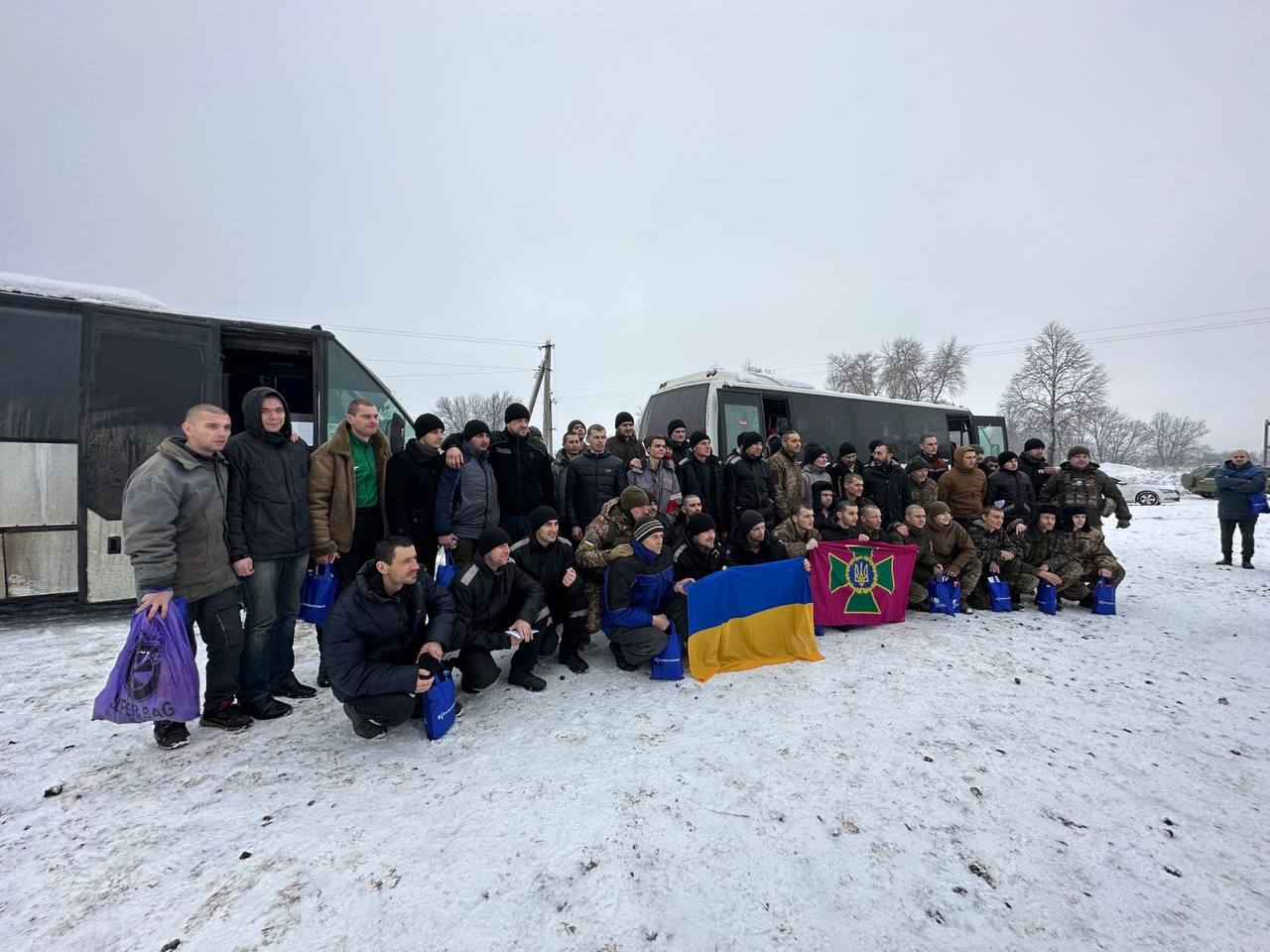
Полонені, повернуті 4 лютого

Був здійснений черговий обмін полоненими. До України повернулися 116 людей. Також повернули тіла загиблих добровольців.
Генеральний прокурор США Меррик Гарланд вперше оголосив, що Україні передаються гроші, що були конфісковані у росіян. Перші гроші, що передаються, у розмірі 5,5 млн $ були вилучені в Костянтина Малофєєва ще у 2014 році за ухилення від санкцій.

### 5 лютого

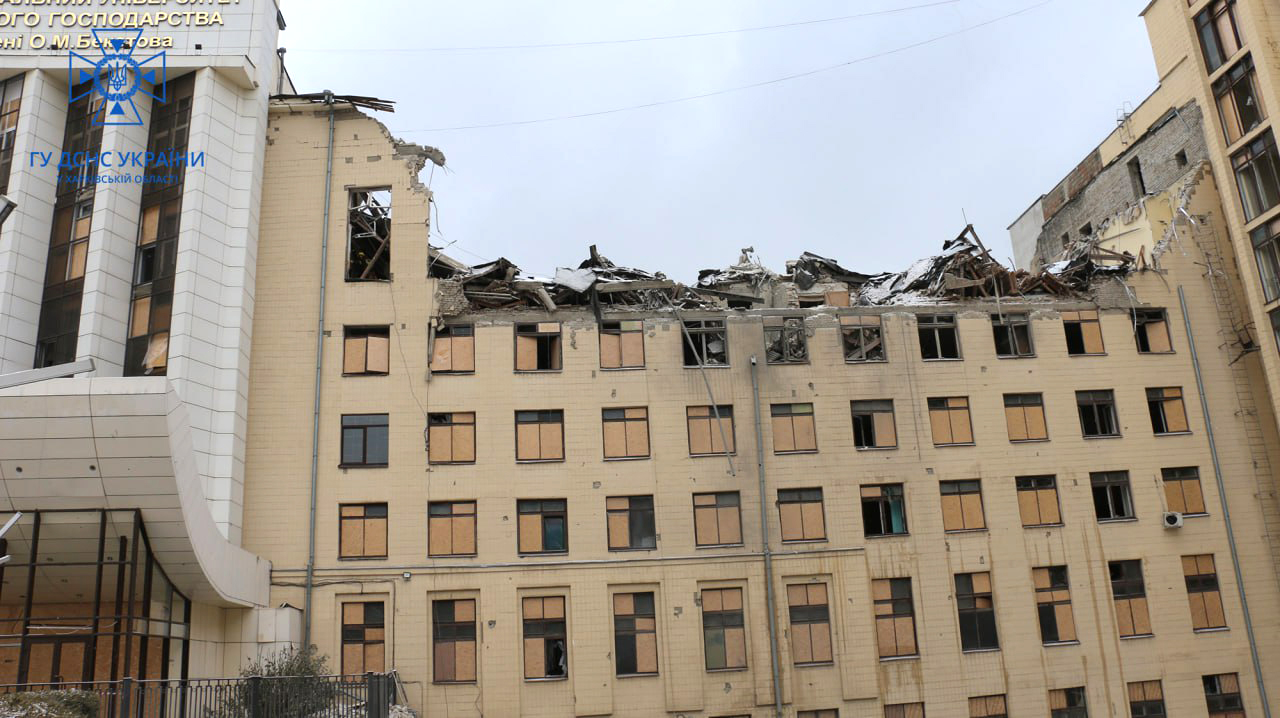
Головний корпус Харківського університету міського господарства після ракетного удару

Росіяни намагалися наступати на Куп'янському, Лиманському, Бахмутському, Авдіївському та Новопавлівському напрямках. Біля Бахмуту було зафіксовано майже повну відсутність координації серед військ РФ та найманців.
ЗСУ відбили атаки в районах н.п. населених пунктів Верхньокам'янське, Васюківка, Парасковіївка, Бахмут, Іванівське, Кам'янка, Сєверне, Первомайське, Веселе, Невельське, Красногорівка, Мар'їнка, Побєда і Новомихайлівка Донецької області.
В той же час противник завдав 4 ракетних удари по цивільній інфраструктурі Харкова і Дружківки на Донеччині та здійснив 56 обстрілів з РСЗВ, зокрема, по цивільних об'єктах Херсона і Миколаївщини. Є загиблі та поранені. З танків і артилерії росіяни обстрілювали прифронтові райони від Чернігівської до Херсонської областей. Росіяни 17 раз протягом доби обстріляли Сумську область.
Росіяни зранку завдали масованого обстрілу по Харкову ракетами комплексу С-300. Відомо про мінімум 5 постраждалих. Значного руйнування зазнали будівлі університету міського господарства.

### 6 лютого

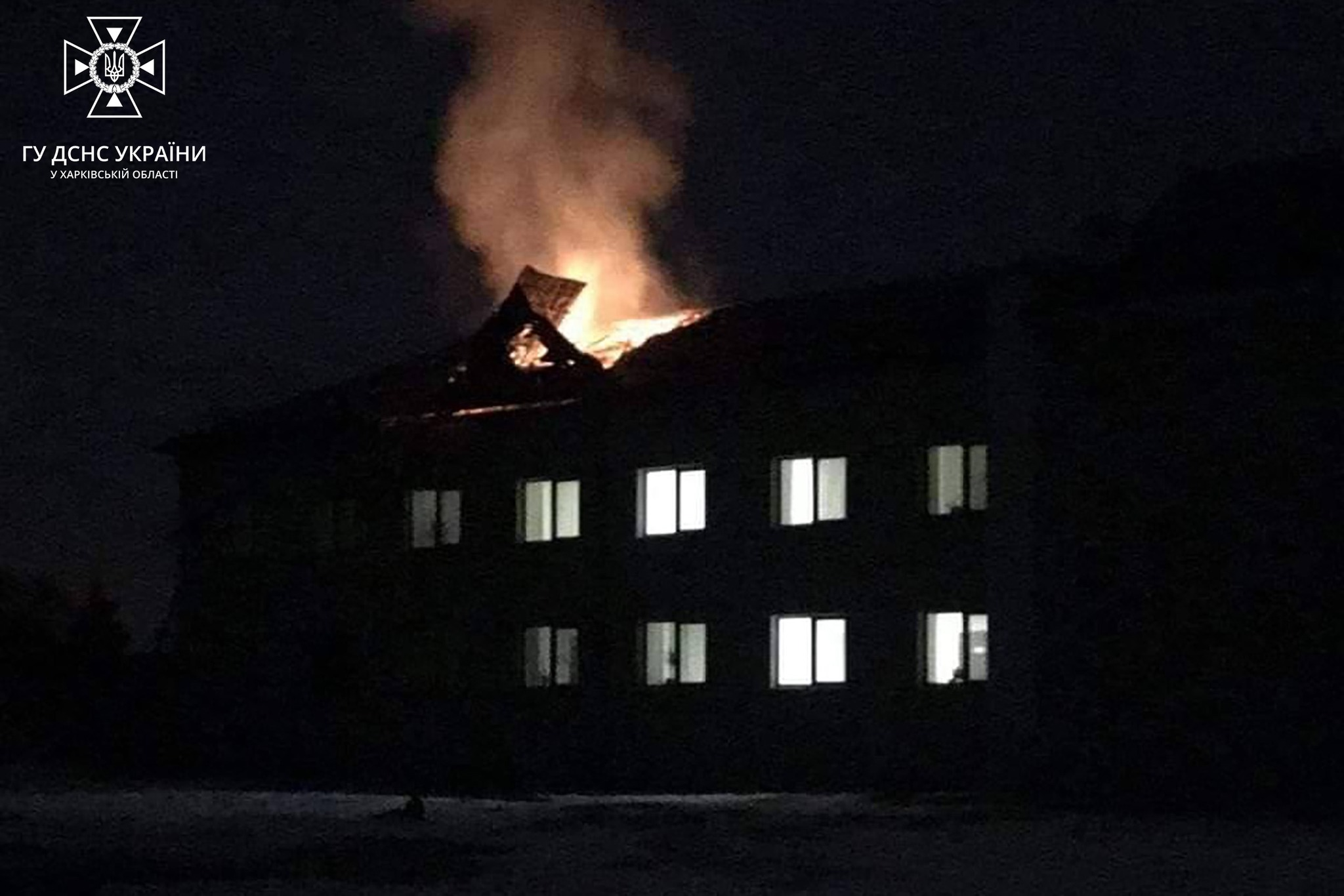
Лікарня в Вовчанську після обстрілу

Росіяни продовжували проводити перегрупування на окремих напрямках. Основні зусилля зосереджували на веденні наступальних дій на Куп'янському, Лиманському, Бахмутському, Авдіївському та Новопавлівському напрямках.
ЗСУ відбили атаки в районах н.п. Новоселівське, Кремінна і Діброва Луганської області та Верхньокам'янське, Веселе, Залізнянське, Красна Гора, Бахмут, Іванівське і Парасковіївка Донецької області.
Супротивник завдав 6 ракетних та 24 авіаційних удари. Здійснив 75 обстрілів з РСЗВ, зокрема, по цивільних об'єктах Харківської, Донецької, Дніпропетровської та Херсонської областей, є жертви серед цивільного населення. З танків і артилерії росіяни обстрілювали прифронтові райони від Сумської до Херсонської областей.
ВРУ схвалила постанову  #8397 про визнання ПВК «Вагнер» міжнародною злочинною організацією.

### 7 лютого
Росіяни, намагаючись взяти під повний контроль Донецьку та Луганську області, продовжували зосереджувати основні зусилля на ведені наступальних дій на Куп'янському, Лиманському, Бахмутському, Авдіївському та Новопавлівському напрямках в районах Кремінна, Бахмут, Авдіївка, Опитне, Мар'їнка і Вугледар. Зазнали значних втрат. Особливо у живій силі.
ЗСУ відбили атаки в районах н.п. Новоселівське, Червонопопівка, Шипилівка і Білогорівка Луганської області та Верхньокам'янське, Федорівка, Оріхово-Василівка, Дубово-Василівка, Спірне, Виїмка, Бахмут, Красна Гора, Парасковіївка, Іванівське, Часів Яр, Кам'янка, Водяне, Первомайське, Красногорівка, Авдіївка, Мар'їнка та Богоявленка Донецької області.
Росіяни завдали 8 ракетних ударів, 5 з яких — по цивільній інфраструктурі міста Харків, та 21 авіаційний удар. Окрім того, ворог здійснив 39 обстрілів з РСЗВ, зокрема, по цивільній інфраструктурі Миколаївщини та Херсонщини. Пошкоджено житлові будинки. З танків і артилерії росіяни обстрілювали прифронтові райони від Сумської до Херсонської областей.
ГУР оприлюднило документ, згідно якого російська компанія «Газпром нефть» створює власну приватну військову компанію.
Рада призначила Ігоря Клименка на посаду Міністра внутрішніх справ України, на заміну Денису Монастирському, що загинув в авіакатастрофі 18 січня 2023 року.

### 8 лютого
Росіяни, намагаючись взяти під повний контроль Донецьку та Луганську області, продовжували зосереджувати основні зусилля на веденні наступальних дій на Куп'янському, Лиманському, Бахмутському, Авдіївському та Новопавлівському напрямках в районах Кремінна, Бахмут, Авдіївка, Опитне, Мар'їнка і Вугледар.
ЗСУ відбили атаки в районах н.п. Стельмахівка, Білогорівка Луганської області;  Виїмка, Федорівка, Бахмут, Красна Гора, Парасковіївка, Іванівське, Часів Яр, Новокалинове, Водяне, Первомайське, Веселе, Красногорівка, Авдіївка, Мар'їнка, Богоявленка і Пречистівка Донецької області та Новоандріївка на Запоріжжі.
Росіяни завдали 3 ракетних та 45 авіаційних ударів, внаслідок чого загинуло 3 цивільні людини та ще три — знаходиться у важкому стані. Окрім того, ворог здійснив 67 обстрілів з РСЗВ, зокрема, по цивільній інфраструктурі на Херсонщині. З танків і артилерії росіяни обстрілювали прифронтові райони від Чернігівської до Херсонської областей.
Ворожі війська обстріляли Вовчанськ та село Варварівку Чугуївського району Харківської області. Поранення отримали троє людей, в тому числі працівник обленерго. Вдень ворог завдав авіаційного удару по Семенівській громаді. Використано дві ракети типу «повітря-земля».
Зеленський прибув з візитом до Великобританії, де провів зустрічи з політиками, після чого прем'єр-міністр Ріші Сунак доручив міністру оборони Британії Бену Уоллесу вивчити, які літаки Лондон може відправити для України.
Пізно ввечері в Парижі відбулася зустріч Зеленського з президентом Франції Емманюелем Макроном і канцлером Німеччини Олафом Шольцем.

### 9 лютого
Росіяни продовжували зосереджувати основні зусилля на веденні наступальних дій на Куп'янському, Лиманському, Бахмутському, Авдіївському та Новопавлівському напрямках в районах Кремінної, Бахмута, Авдіївки, Опитного, Мар'їнки і Вугледара. Активно застосовували оперативно-тактичну та армійську авіацію для завдання ударів по позиціях ЗСУ.

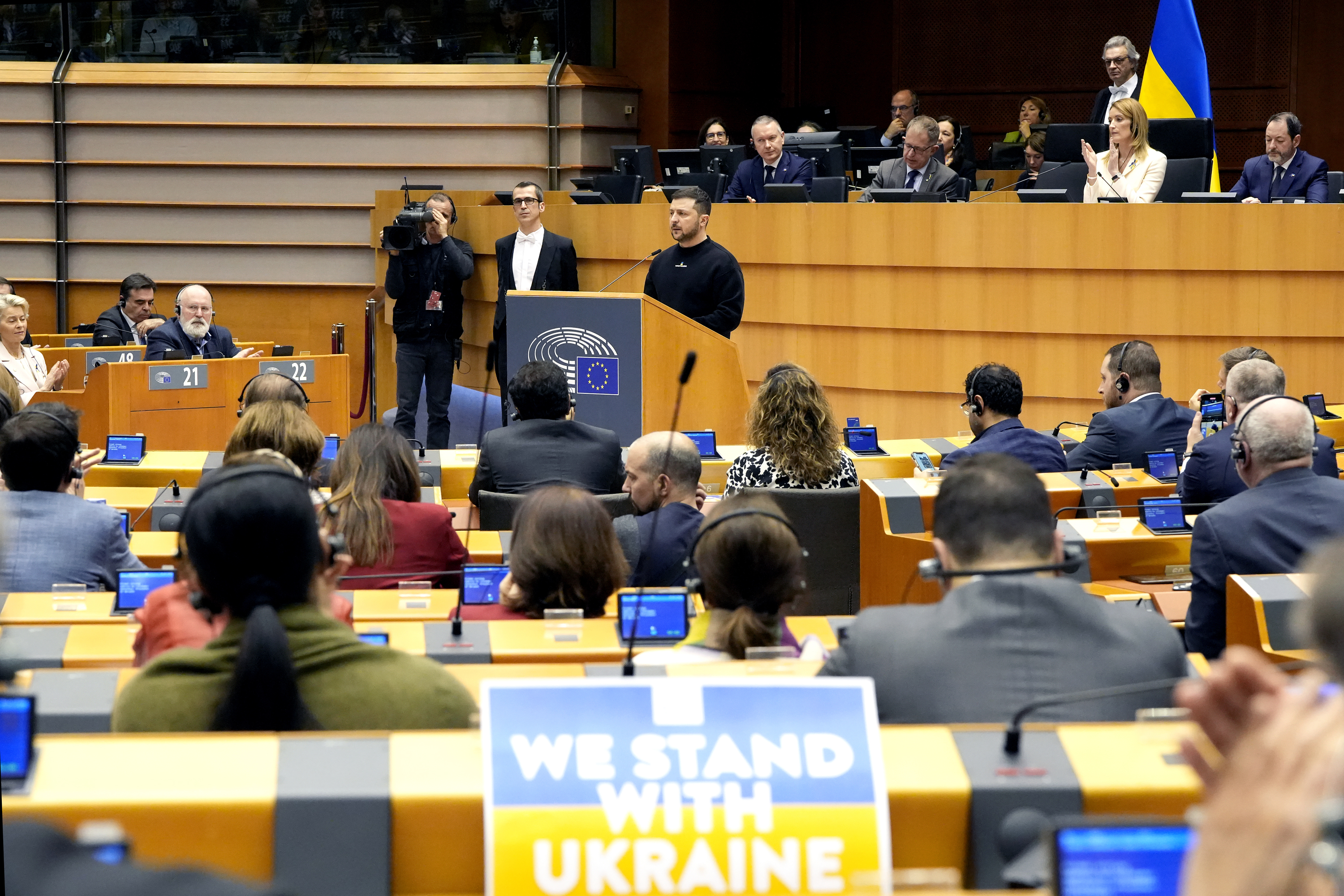
Президент Зеленський виступив перед Європейським парламентом в Брюсселі

ЗСУ відбили атаки окупантів в районах населених пунктів.п. Гряниківка і Масютівка Харківської області; Стельмахівка і Діброва — Луганської та Федорівка, Красна Гора, Бахмут, Іванівське, Авдіївка, Красногорівка, Парасковіївка і Пречистівка на Донеччині.
Окупанти завдали 52 авіаційних та 6 ракетних ударів, 2 з яких — по цивільній інфраструктурі міста Краматорськ Донецької області. Також окупанти здійснили 63 обстріли з РСЗВ зокрема по цивільній інфраструктурі Донецької та Херсонської областей. З танків і артилерії росіяни обстрілювали прифронтові райони від Чернігівської до Херсонської областей.
О 10 годині вечора ворог застосував дрони-камікадзе, що були ліквідовані в районі Дніпра.
Президент Зеленський виступив в Брюсселі перед європарламентарями.

### 10 лютого
Попри значні втрати, російські загарбники продовжували наступ на Куп'янському, Лиманському, Бахмутському, Авдіївському та Новопавлівському напрямках. ЗСУ відбили атаки окупантів в районах н.п. Кремінна, Шипилівка і Білогорівка Луганської області та Красна Гора, Бахмут, Іванівське і Парасковіївка на Донеччині.

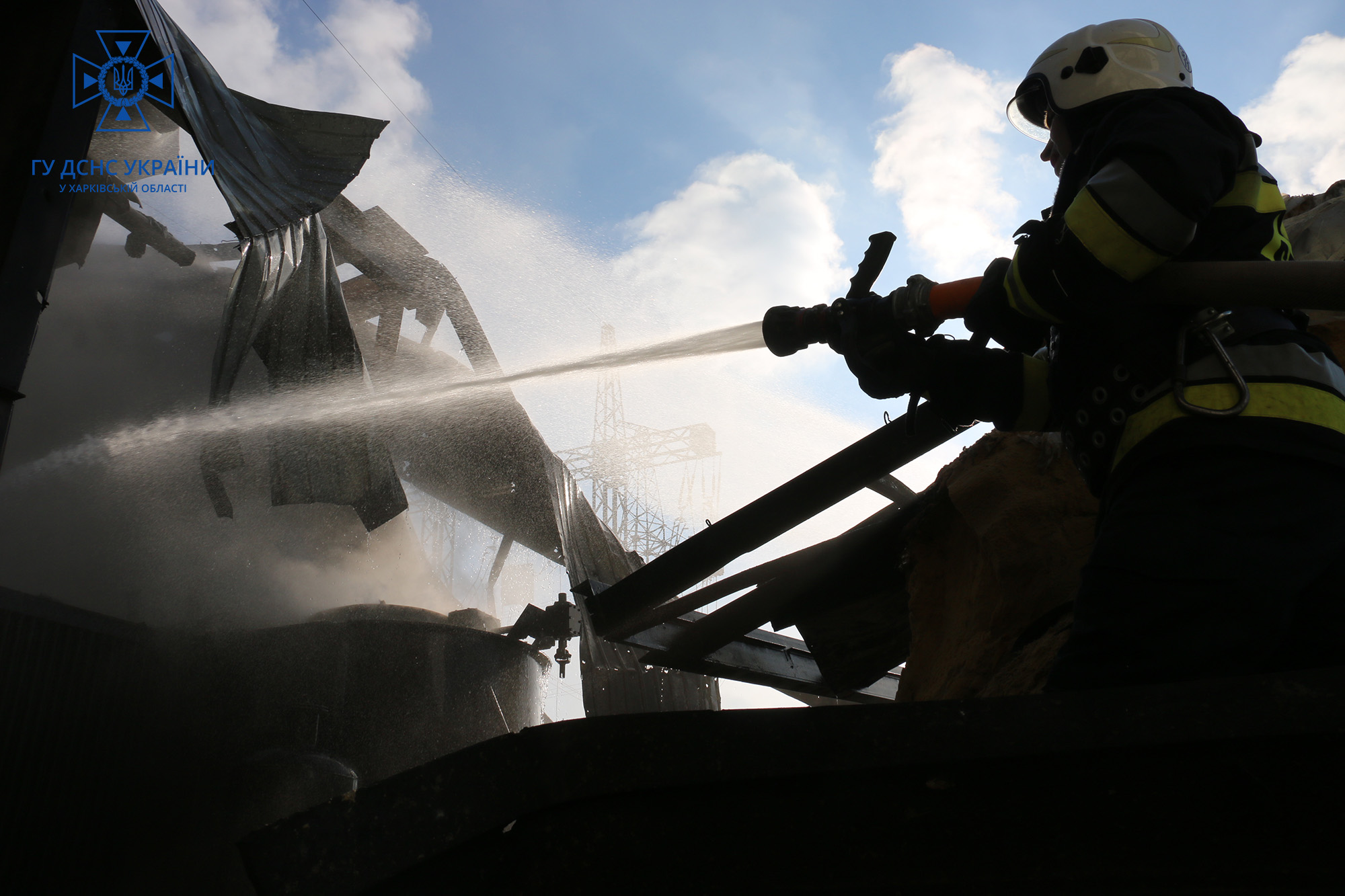
Ліквідація наслідків удару по інфраструктурному об'єкту в Харкові

Супротивник завдав масованого ракетного удару по Україні з 106 ракет, зокрема по цивільній інфраструктурі. Ворог застосував 32 зенітні ракети С-300 та 74 крилатих ракети, 61 з яких знищено ЗСУ. Росіяни завдали 59 авіаційних ударів, 28 з них із БпЛА, 22 дрони збито. Росіяни здійснили понад 90 обстрілів з РСЗВ. З танків і артилерії росіяни обстрілювали прифронтові райони від Чернігівської до Миколаївської (Очаків) областей.
О 4:00 дронами-камікадзе було обстріляно критичну інфраструктуру Шепетівського району Хмельницької області, а також Криворізького району.
Значного ураження від атак Shahed-136 та С-300 зазнали райони Харкова та Запоріжжя.
У Києві ППО збила 10 ракет росіян, є пошкодження електромереж. ППО знищили 20 іранських дронів Shahed-136/131, які росіяни запустили по Україні. Вночі росіяни скинули на острів Зміїний чотири авіаційні бомби.
Під час ракетного обстрілу Росією дві російських ракети «Калібр» перетнули кордони Молдови та Румунії.

## 11—20 лютого 2023

### 11 лютого
Російські загарбники продовжували зосереджувати основні зусилля на наступальних діях на Куп'янському, Лиманському, Бахмутському, Авдіївському та Новопавлівському напрямках. Активно застосовували оперативно-тактичну та армійську авіацію для завдання ударів по позиціях ЗСУ, чотири рази було атаковано Сумщину.
ЗСУ відбили атаки окупантів в районах Білогорівки і Серебрянського лісництва Луганської області та Торського, Федорівки, Бахмута, Іванівського, Часового Яру, Первомайського, Побєди, Мар'їнки і Вугледара Донецької області, Степногірськ на Запоріжжі.
Росіяни завдали 12 ракетних ударів, 3 з них — по цивільній інфраструктурі Харкова, та 32  авіаційних удари, 6 з яких — із застосуванням БпЛА «Шахед-136». 4 цих дрони збито. Також окупанти здійснили понад 90 обстрілів з РСЗВ. З танків і артилерії росіяни обстрілювали прифронтові райони від Чернігівської до Херсонської областей. Високою залишалася загроза російських авіа- та ракетних ударів. РФ завдала ударів по Дніпропетровщині: з важкої артилерії били по Нікополю, Марганецькій та Мирівській громадах. Люди не постраждали.
Ввечері знову був обстріляний Харків ракетами комплексу С-300.
Припинились масові віялові відключення електроенергії.

### 12 лютого

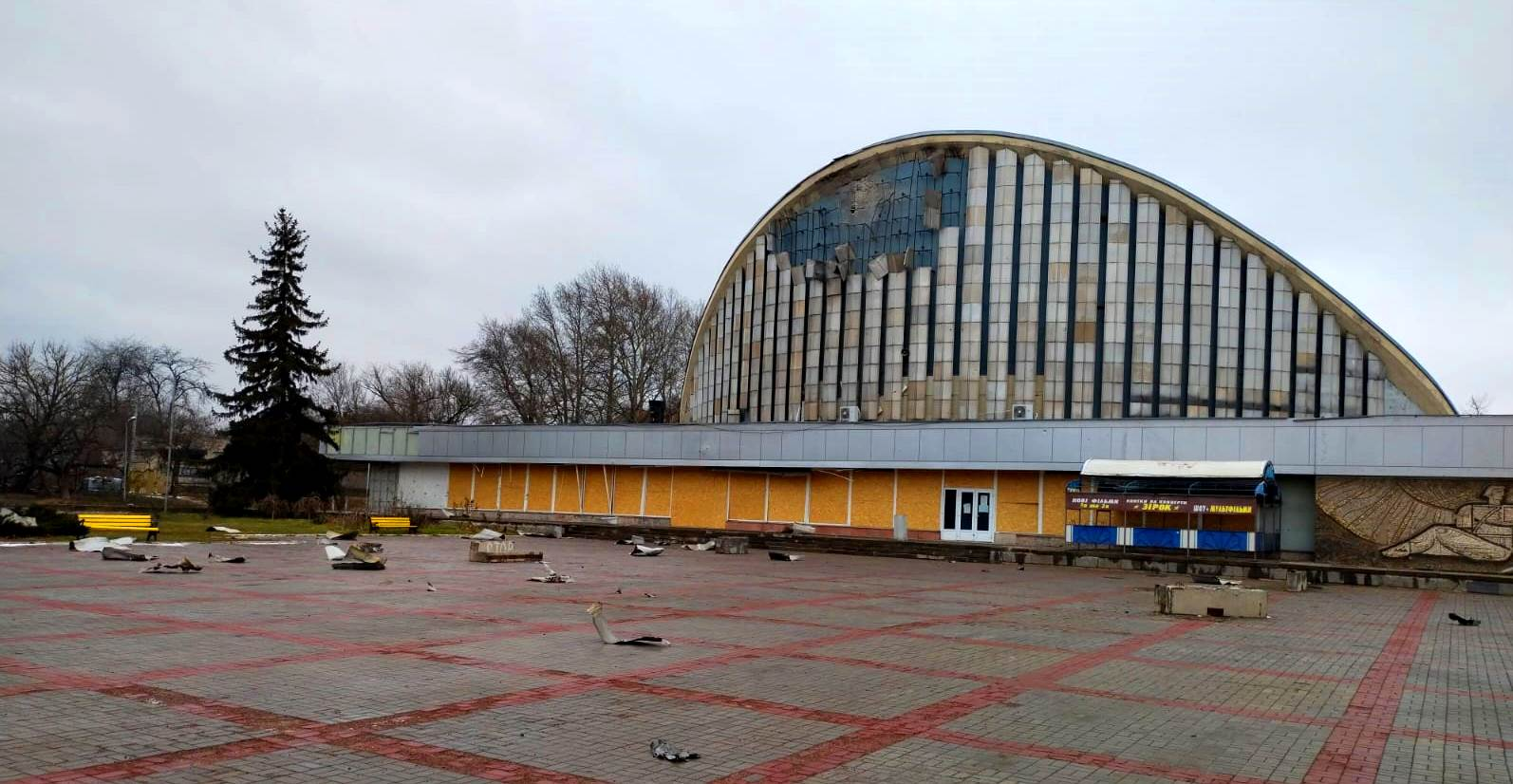
Кіноконцертний зал «Ювілейний» у Херсоні після обстрілу 12 лютого

Російські окупанти зазнають значних втрат, особливо у живій силі. Зосереджують основні зусилля на веденні наступальних дій на Куп'янському, Лиманському, Бахмутському, Авдіївському та Новопавлівському напрямках.
ЗСУ відбили атаки окупантів в районах н.п. Гряниківка Харківської області; Кремінна і Білогорівка на Луганщині; Виїмка, Федорівка, Васюківка, Бахмут, Іванівське і Кліщіївка Донецької області та Залізничне на Запоріжжі.
Противник завдав 4 ракетних удари та здійснив 85 обстрілів з РСЗВ. З танків і артилерії росіяни обстрілювали прифронтові райони від Сумської до Херсонської областей.
Президент України указом увів в дію нові антиросійські санкції, визначені Радою національної безпеки та оборони. Під санкції потрапили 199 громадян Росії, переважно пов'язаних зі сферою атомної енергетики та військово-промисловим комплексом. Крім того, санкції наклали на одного громадянина України — Юрія Чернічука, ексспівробітника Запорізької атомної електростанції, який пішов на співпрацю з окупантами та очолив підконтрольний їм атомний об'єкт.

### 13 лютого

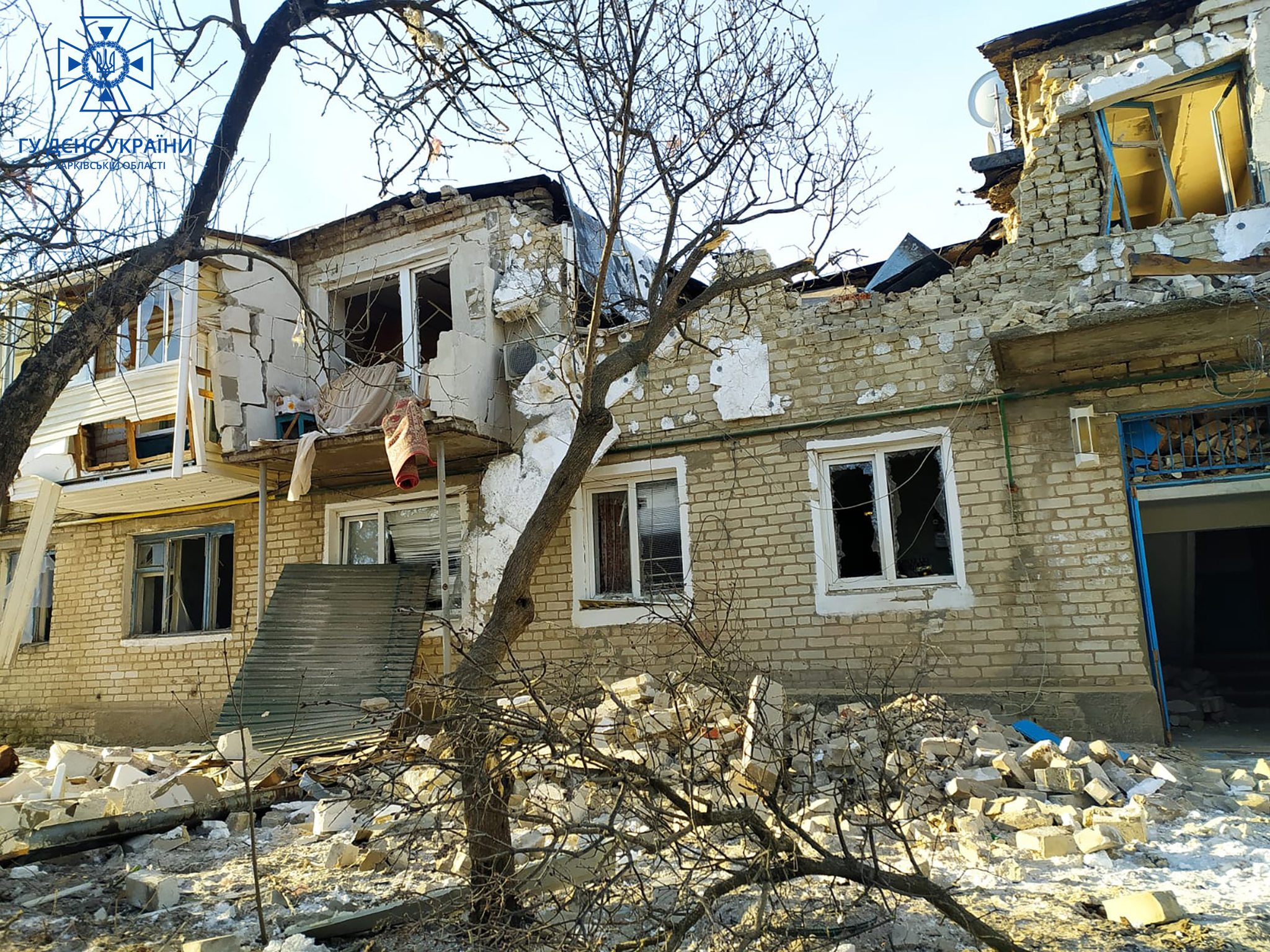
Обстріляний будинок у Куп'янську

РФ продовжила спроби наступу на Куп'янському, Лиманському, Бахмутському, Авдіївському та Новопавлівському напрямках. Зазнали значних втрат. ЗСУ відбили атаки в районах н.п. Гряниківка Харківської області; Невське, Кремінна, Кузьмине, Шипилівка і Білогорівка — Луганської та Федорівка, Парасковіївка, Бахмут, Водяне, Мар'їнка і Побєда на Донеччині.
Росіяни завдали 2 ракетних та 32 авіаційних удари. Здійснили 55 обстрілів з РСЗВ. З танків і артилерії російські окупанти обстрілювали прифронтові райони Сумської, від Чернігівської до Херсонської областей, Нікопольського району. В Херсоні росіянами було обстріляно підприємство, загинув працівник.
Данія передала українським військовим всі самохідні артилерійські установки Caesar, які мала на озброєнні (19 штук).

### 14 лютого

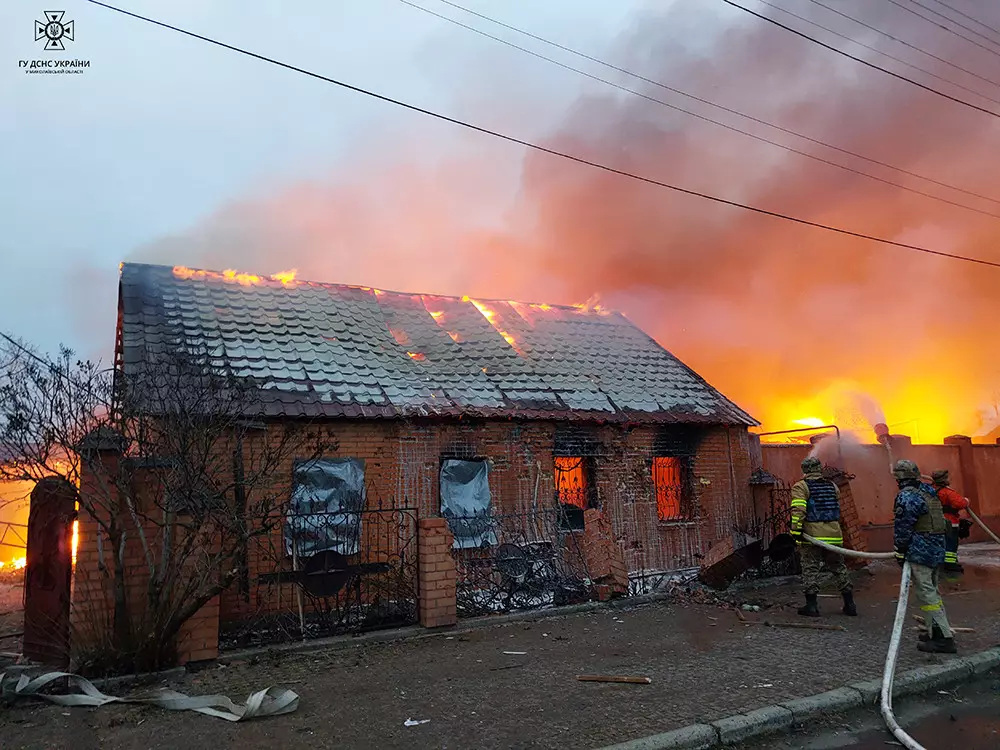
Будинок в Очакові після обстрілу

Російські загарбники, намагаючись взяти під повний контроль Донецьку та Луганську області, продовжували зосереджувати основні зусилля на веденні наступальних дій на Куп'янському, Лиманському, Бахмутському, Авдіївському та Шахтарському напрямках.
ЗСУ відбили атаки окупантів у районах понад 20 населених пунктів. Серед них — Гряниківка Харківської області; Невське, Кремінна, Білогорівка Луганської області; Федорівка, Бахмут, Іванівське, Водяне, Первомайське, Мар'їнка, Побєда, Новомихайлівка, Вугледар та Пречистівка Донецької області.
Росіяни завдали 2 ракетних удари по цивільній інфраструктурі на Донеччині та 3 авіаційних удари. Окрім того, зафіксовано 68 ворожих обстрілів з РСЗВ, зокрема, по цивільних об'єктах Херсонської та Миколаївської областей. З танків і артилерії російські окупанти обстрілювали прифронтові райони від Чернігівської до Херсонської областей.
Окупанти атакували Очаківську громаду Миколаївської області. Почалися пожежі житлових будинків, пошкоджено адміністративні будівлі.
Було оприлюднено, що росіяни ведуть розвідку з використанням аеростатів із протирадарною системою (повітряні кулі з кутовими відбивачами).
Під час дев'ятої зустрічі в форматі Рамштайн було ухвалено «сильні рішення» для захисту України та зміцнення українських захисників. У засіданні взяли участь представники 54 країн.

### 15 лютого

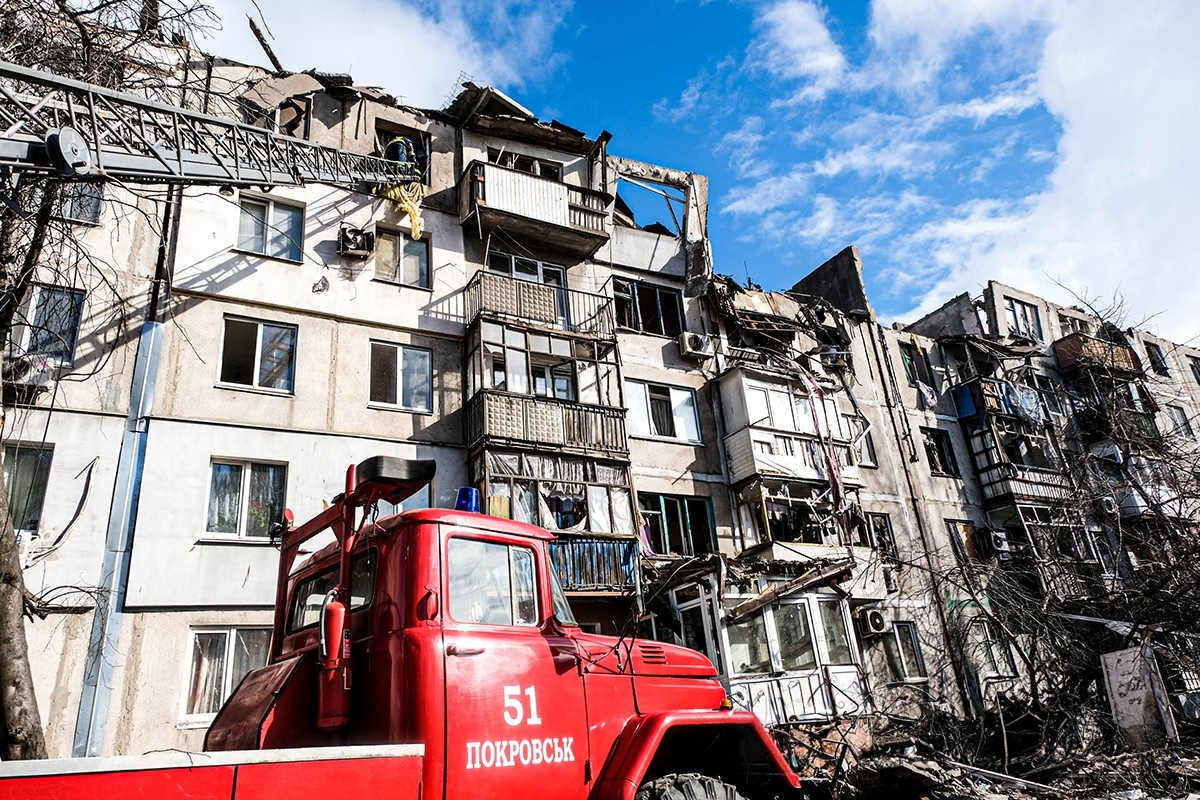
Будинок у Покровську після обстрілу

Росіяни намагалися наступати на Куп'янському, Лиманському, Бахмутському, Авдіївському та Шахтарському напрямках, в районах Гряниківки, Бахмута, Авдіївки, Мар'їнки та Вугледара.
ЗСУ відбили ворожі атаки в районах понад 15 населених пунктів. Зокрема, біля Білогорівки і Серебрянського лісництва Луганської області та Федорівки, Бахмута, Диліївки, Авдіївки, Водяного, Первомайського, Мар'їнки, Новомихайлівки, Вугледара, Пречистівки та Новосілки на Донеччині.
Росіяни завдали 3 ракетних та 18 авіаційних ударів. Окрім того, зафіксовано 52 обстріли з РСЗВ, стріляли по цивільній інфраструктурі Донеччини та 40 разів обстріляли Херсон і область. Є поранені та загиблі серед цивільного населення. З танків і артилерії російські окупанти обстрілювали прифронтові райони від Чернігівської до Миколаївської (Очаків) і Херсонської областей.
Росіяни обстріляли з БМ-30 «Смерч» Покровськ Донецької області, снаряд влучив у п'ятиповерховий будинок. Загинуло троє людей і було поранено 12.

### 16 лютого
Основні зусилля російські загарбники зосереджували на веденні наступальних дій на Куп'янському, Лиманському, Бахмутському, Авдіївському та Шахтарському напрямках.

ЗСУ відбили атаки російських окупантів у районах  н.п. Гряниківка і Синьківка Херсонської області; Стельмахівка, Кремінна, Діброва і Білогорівка — Луганської та Роздолівка, Федорівка, Парасковіївка, Бахмут, Іванівське, Сєвєрне, Водяне, Мар'їнка, Новомихайлівка і Вугледар га Донеччині.

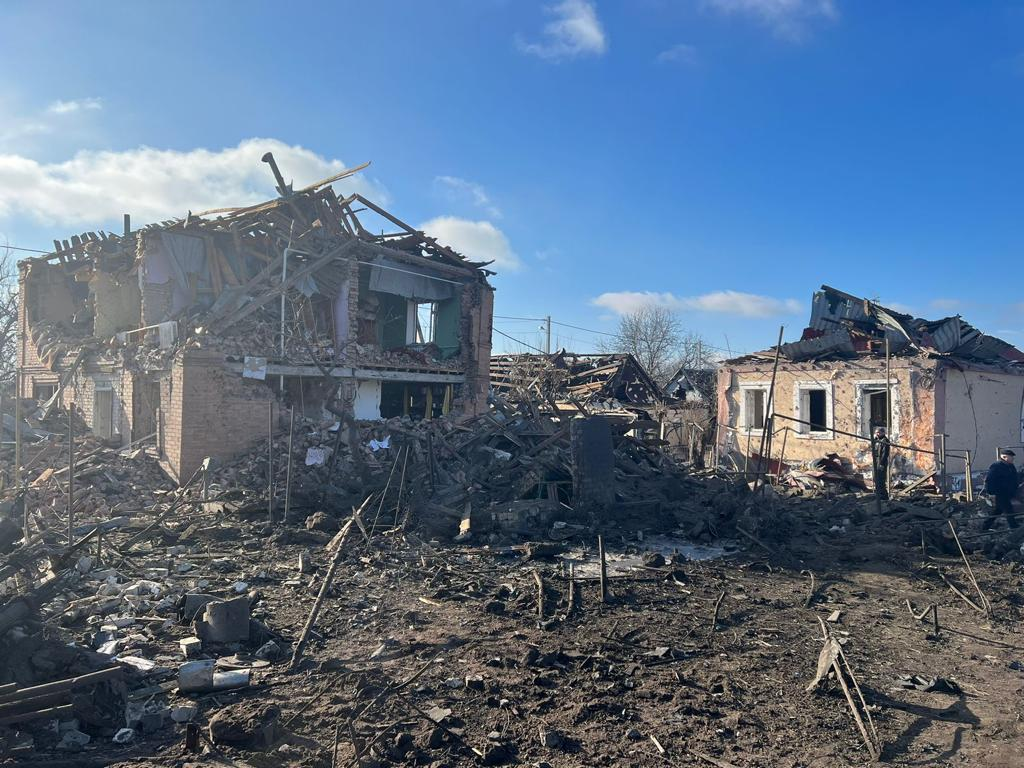
Приватні будинки в Павлограді після обстрілу в ніч на 16 лютого

Росіяни застосували 41 ракету різних типів по території України, 5 з них, перероблені ЗКР С-300, по Харкову. 16 ракет збито ППО ЗСУ. Крім того, окупанти завдали 24 авіаційних удари та здійснили понад 50 обстрілів з РСЗВ. Є поранені та загиблі серед цивільного населення. З танків і артилерії російські окупанти обстрілювали прифронтові райони від Сумської до Херсонської областей.
Росіяни завдали масового ракетного обстрілу України. Є влучання на Півночі, Заході України, а також у Дніпропетровській та Кіровоградській (нафтобаза) областях. Росіяни дещо змінили тактику. Вони проводять активну розвідку, застосовують фальш-цілі.
Противник використав 32 крилаті ракети повітряного та морського базування, повідомило командування Повітряних сил ЗСУ. Силами та засобами Повітряних сил ЗСУ знищено 14 крилатих ракет Х-101/Х-555, Калібр та дві керовані авіаційні ракети Х-59. Частина крилатих ракет Х-22 досягла своїх цілей, вразивши об'єкти критичної інфраструктури. Зокрема, зафіксовані влучання по Кременчуцькому та Дрогобицькому нафтопереробних заводах.
Російська авіація вдарила по Вовчанську. Внаслідок обстрілу є руйнування, одна людина отримала поранення.
В Армянську на півночі тимчасово окупованого Криму пролунали кілька вибухів.
Україна і Росія, провели обмін полоненими, додому повернулась 101 людина — 100 військових та один цивільний. Більшість з визволених — захисники Маріуполя і «Азовсталі».

### 17 лютого
Росіяни намагалися наступати на Куп'янському, Лиманському, Бахмутському, Авдіївському та Шахтарському напрямках.
ЗСУ відбили атаки окупантів в районах н.п. Гряниківка і Синьківка Харківської області; Стельмахівка, Червонопопівка і Кремінна — Луганської та Виїмка, Федорівка, Дубово-Василівка, Роздолівка, Парасковіївка, Берхівка, Бахмут, Іванівське, Часів Яр, Веселе, Водяне, Мар'їнка, Побєда, Новомихайлівка і Вугледар на Донеччині. Супротивник завдав 10 ракетних та 29 авіаційних ударів. Здійснив 69 обстрілів з РСЗВ. З танків і артилерії російські окупанти обстрілювали прифронтові райони від Чернігівської до Херсонської областей.[що?]
Росіяни обстріляли Сумщину, Нікопольський район, а також Дворічну на Харківщині. Зафіксовано влучання 2 ракет С-300 та понад 120 «прильотів».
Російська влада знову змінила командувача Центрального військового округу. Посаду обійняв генерал-лейтенант російської армії Андрій Мордвічев.

### 18 лютого
Росіяни намагалися наступати на Куп'янському, Лиманському, Бахмутському, Авдіївському та Шахтарському напрямках.
ЗСУ відбили атаки в районах н.п. Гряниківка і Масютівка Харківської області; Білогорівка, Червонопопівка і Кремінна — Луганської та Виїмка, Федорівка, Дубово-Василівка, Берхівка, Бахмут, Іванівське і Часів Яр на Донеччині.
Росіяни завдали 4 авіаційних та 15 ракетних ударів, більшість з них — по цивільній інфраструктурі Хмельницької, Дніпропетровської, Донецької та Херсонської областей. Також ворог здійснив понад 50 обстрілів з РСЗВ. З танків і артилерії російські окупанти обстрілювали прифронтові райони від Сумської до Херсонської областей.
Зранку росіяни випустили по Україні чотири крилаті ракети «Калібр» з акваторії Чорного моря. Дві ракети знищено силами та засобами протиповітряної оборони. Дві ракети влучили у Хмельницькому пошкоджено три навчальні заклади, близько десяти багатоквартирних житлових будинків, низку комерційних об'єктів, магазинів, кафе. Одна з ракет влучила у військовий об'єкт. Дві людини були поранені. Також було обстріляно Українськ на Донеччині.
Протягом дня ворог здійснив обстріли 4 територіальних громад Сумській області. Було зафіксовано понад 75 «прильотів».
Представник ГЦ розвідки МО України Андрій Юсов в інтерв'ю Kyiv Post повідомив, що Росія зосередила близько 450 літаків тактичної авіації і близько 300 гелікоптерів за 200 км від кордону з Україною.

### 19 лютого
Росіяни продовжували зосереджувати основні зусилля на наступі на Куп'янському, Лиманському, Бахмутському, Авдіївському та Шахтарському напрямках. ЗСУ відбили атаки в районах н.п. Гряниківка Харківської області; Білогорівка Луганської області; Васюківка, Дубово-Василівка, Берхівка, Бахмут та Іванівське Донецької області.
Росіяни завдали 10 ракетних та 25 авіаційних ударів (Луганська, Донецька та Запорізька область). Здійснив 62 обстріли з РСЗВ. Є поранені та загиблі серед цивільного населення. З танків і артилерії російські окупанти обстрілювали прифронтові райони від Чернігівської до Херсонської областей. Зокрема, 55 разів було обстріляно Херсон та область. На Харківщині окупанти зруйнували лікарню, вночі обстріляли Нікополь.

Росіяни обстріляли село Бургунка Бериславського району, троє людей загинуло 5 отримало поранення.

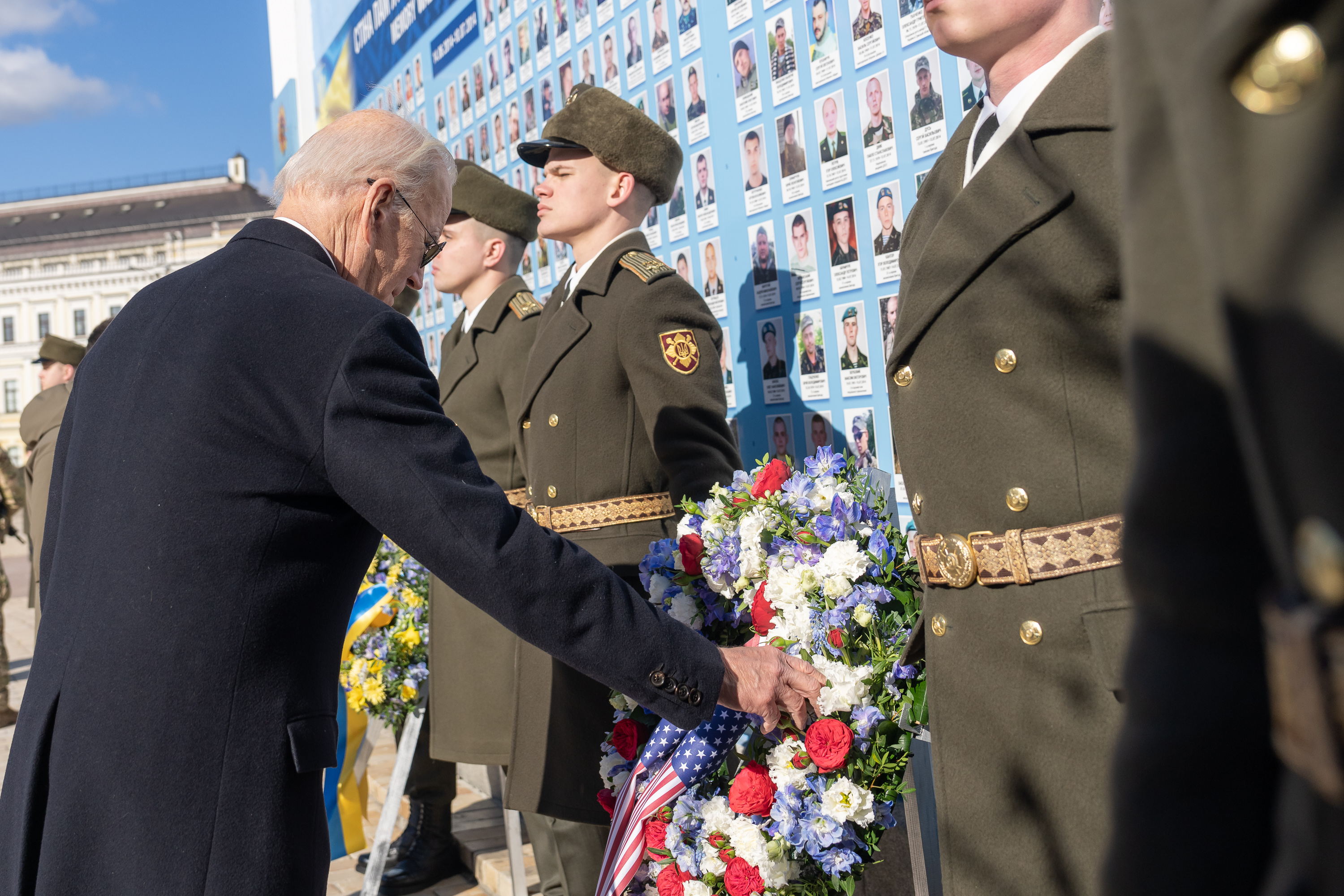
Джо Байден вшановує пам'ять жертв Героїв Небесної Сотні. 20.02.2023

### 20 лютого
Росіяни наступали на Куп'янському, Лиманському, Бахмутському, Авдіївському та Шахтарському напрямках у районах Невського, Бахмута, Новобахмутівки, Водяного та Мар'їнки. ЗСУ відбили атаки окупантів в районах н.п. Гряниківка і Масютівка Харківської області; Білогорівка — Лугансько та Васюківка, Берхівка, Бахмут, Василівка, Новобахмутівка, Водяне, Невельське та Мар'їнка на Донеччині.

Росіяни завдавли 6 ракетних та 28 авіаційних ударів по цивільній інфраструктурі Запоріжжя та області, Антонівки на Херсонщині, Донецької, Дніпровської та Херсонської областей. Також противник здійснив 86 обстрілів з РСЗВ. Внаслідок вогню російських окупантів знищені та пошкоджені цивільні житлові будинки, школи та магазини. Є загиблі та поранені. Супротивник завдав 6 ракетних та 28 авіаційних ударів по цивільній інфраструктурі Чернігівської, Донецької, Запорізької та Херсонської областей. З танків і артилерії російські окупанти обстрілювали прифронтові райони від Чернігівської до Херсонської областей.

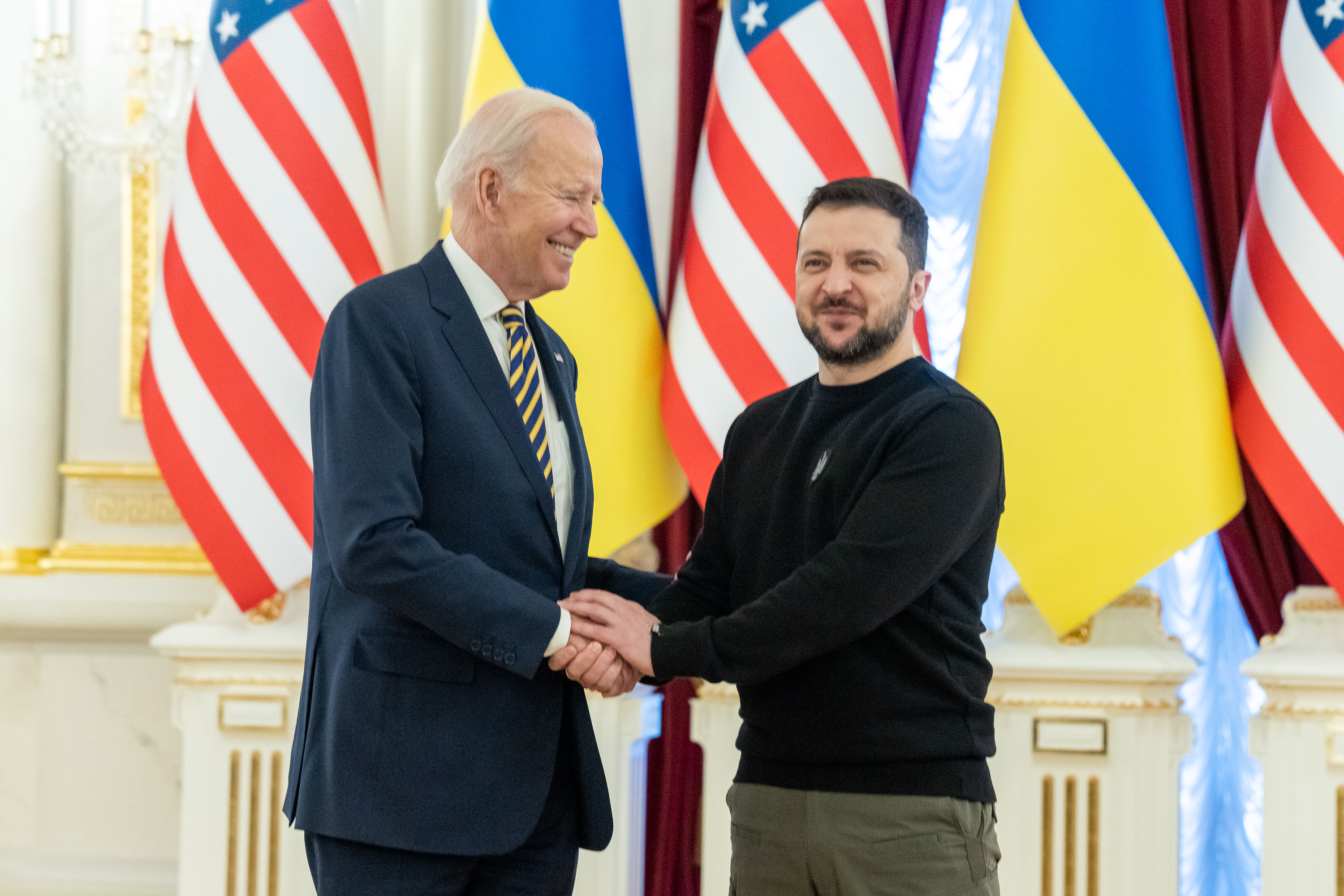
Візит Джо Байдена до Києва 20.02.2023

Авіація Сил оборони завдала 16 ударів по районах зосередження особового складу та військової техніки окупантів, а також один удар по зенітно-ракетному комплексу на вогневій позиції.
Росіяни посилили присутність військових на ЗАЕС. Так на території 5 енергоблоку було розміщено додатково 400 військових. Над працівниками станції продовжують знущатися.
Відбувся неанонсований раніше візит Президента США Джо Байдена до Києва.
Прем'єр-міністр Японії Фуміо Кісіда оголосив про новий пакет фінансової підтримки для України на суму 5,5 мільярда доларів.
Під час перебування президента США Джо Байдена в Україні Росія провела випробування міжконтинентальної балістичної ракети «Сармат», яке, судячи з усього, виявилося невдалим.

## 21—28 лютого 2023

### 21 лютого

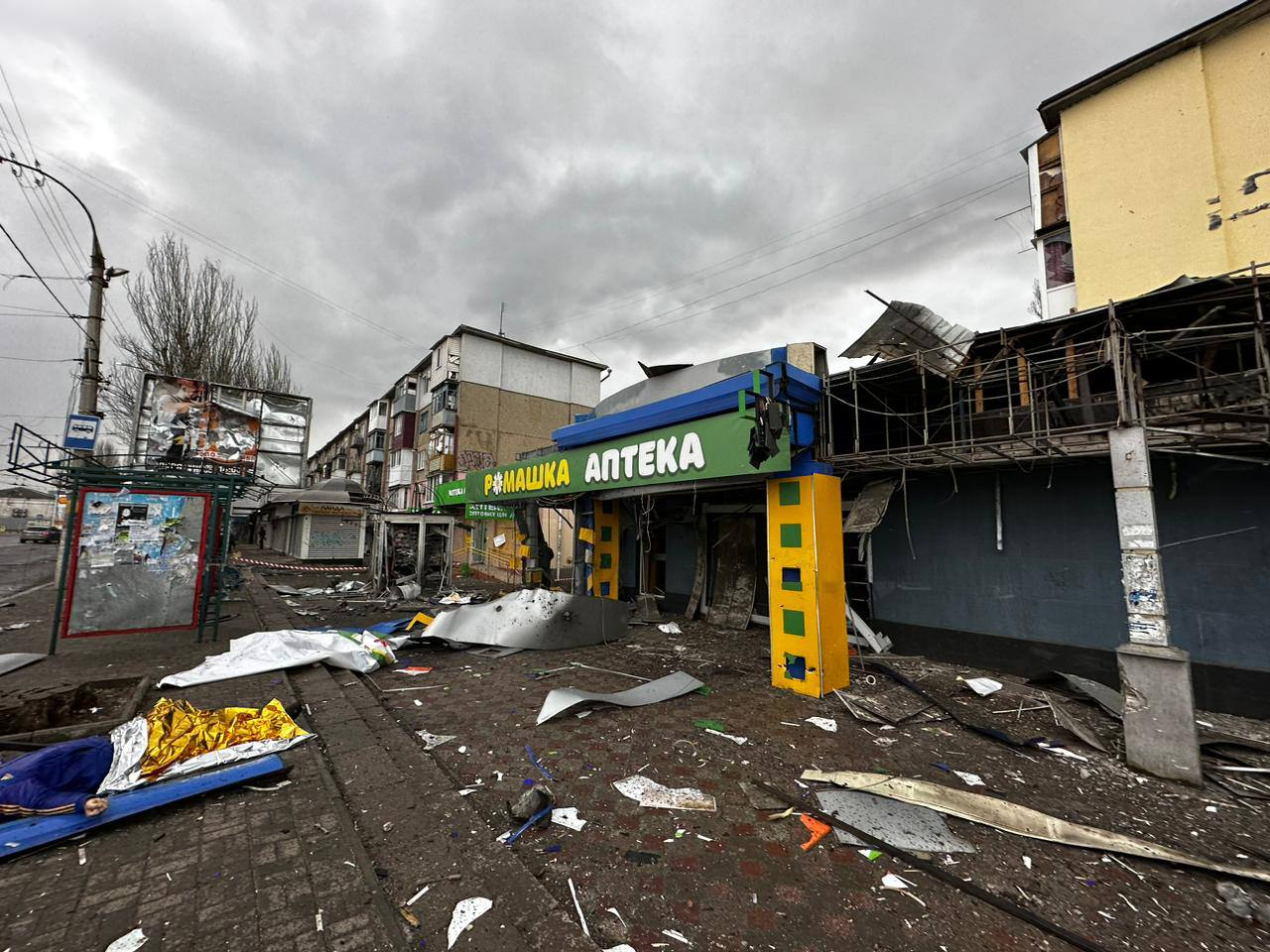
Вулиця Херсона після обстрілу

Росіяни наступали на Куп'янському, Лиманському, Бахмутському, Авдіївському та Шахтарському напрямках у районах Невського, Бахмута, Новобахмутівки, Водяного та Мар'їнки.
ЗСУ відбили атаки в районах н.п. Гряниківка і Масютівка Харківської області; Білогорівка — Лугансько та Васюківка, Берхівка, Бахмут, Василівка, Новобахмутівка, Водяне, Невельське та Мар'їнка на Донеччині.
Росіяни завдавли 6 ракетних та 28 авіаційних ударів по цивільній інфраструктурі Нікополя, Донецької, Сумської, Запорізької та Херсонської областей. Також противник здійснив 86 обстрілів з РСЗВ. Внаслідок вогню російських окупантів знищені та пошкоджені цивільні житлові будинки, школи та магазини. Є загиблі та поранені. З танків і артилерії російські окупанти обстрілювали прифронтові райони від Чернігівської до Херсонської областей.
П'ятеро людей загинули і 16 госпіталізовані внаслідок обстрілів російськими окупантами Херсона.
Путін заявив, що Росія призупиняє участь у договорі про стратегічні наступальні озброєння. (див. договір New STAR)

### 22 лютого
РФ намагалася наступати на Куп'янському, Лиманському, Бахмутському, Авдіївському та Шахтарському напрямках. ЗСУ відбили близько 90 атак росіян. Супротивник завдав 10 ракетних та 19 авіаційних ударів. Здійснив 37 обстрілів з РСЗВ. Знову постраждали мирні міста і села та цивільні громадяни. З танків і артилерії російські окупанти обстрілювали Очаків та Куцурубську громаду Миколаївської області, прифронтові райони від Чернігівської до Херсонської областей. Станом на цей день оцінкові втрати військ РФ в Україні склали 145 тисяч.
Російські війська обстріляли з артилерії село Новотягинка Херсонської області. Внаслідок чого двоє літніх людей загинули.
Також знову був обстріляний Київському район Харкову, у результаті чого було двоє поранених. Очільник Харківської ОВА Олег Синєгубов повідомив, що на 22.02.2023 під окупацією залишаються 29 населених пунктів Харківщини.

### 23 лютого

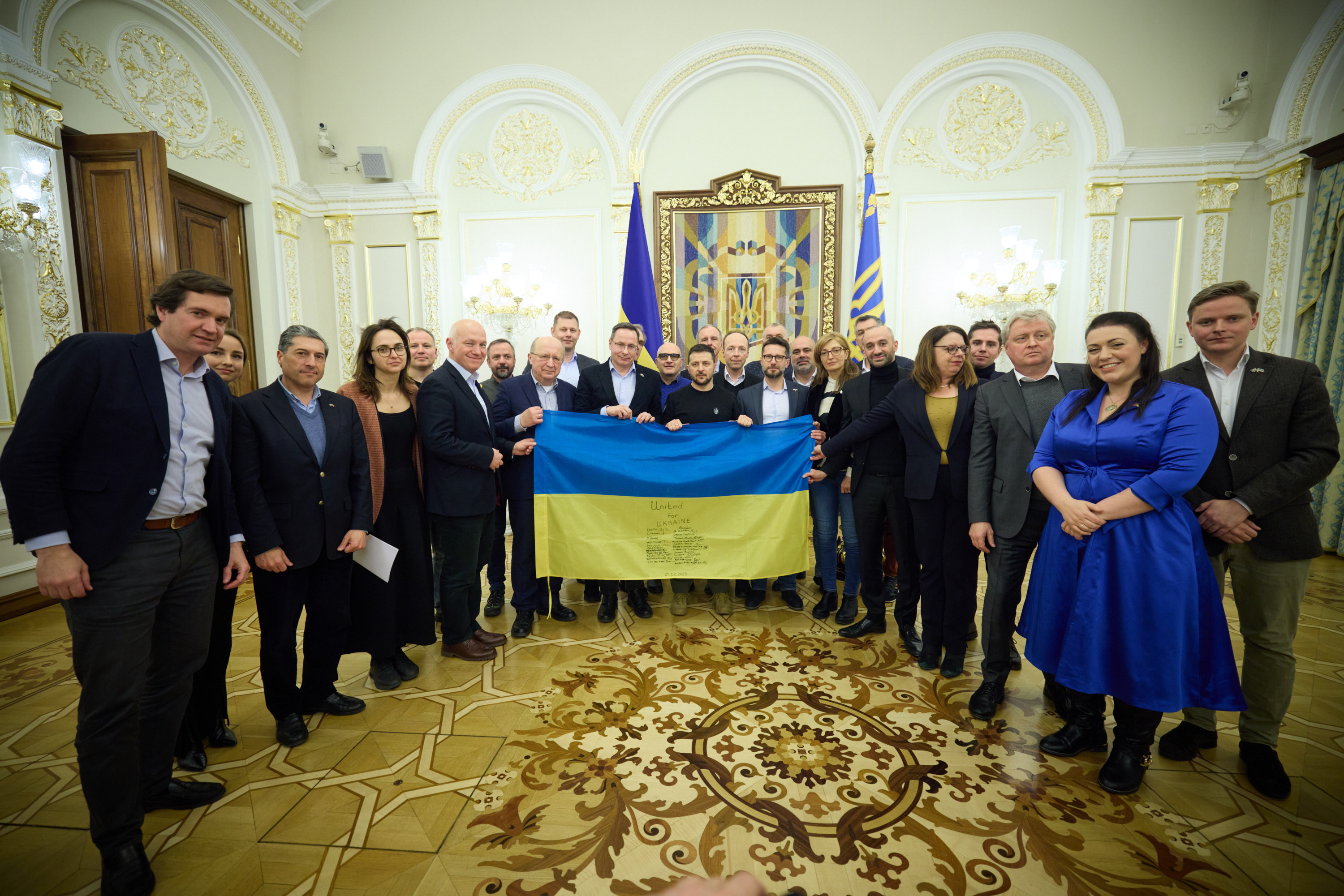
Глава держави зустрівся з делегацією глобальної парламентської мережі «Об'єднані заради України» 23.02.2023

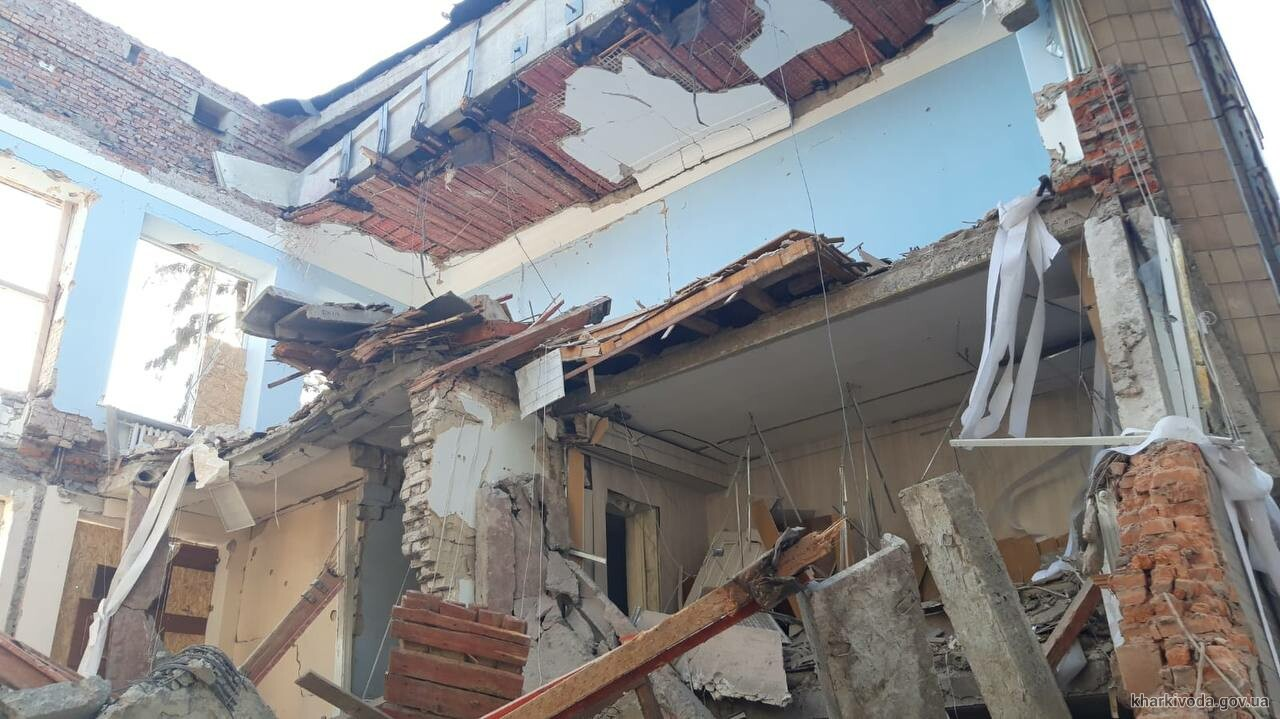
Будівля Дворічанської селищної ради після обстрілу 23 лютого

Росіяни наступали на Куп'янському, Лиманському, Бахмутському, Авдіївському та Шахтарському напрямках. ЗСУ відбили близько 100 атак противника на зазначених напрямках в районах н.п. Стельмахівка, Діброва, Білогорівка, Федорівка та Роздолівка; Берхівка, Бахмут, Залізнянське, Іванівське, Часів Яр, Диліївка та Василівка; Водяне, Невельське, Новомихайлівка і Пречистівка.
РФ завдала 10 ракетних та 31 авіаційний удар. Здійснили понад 40 обстрілів з РСЗВ. Внаслідок цих злочинних дій постраждали цивільні об'єкти на Дніпровщині, Херсонщині та Харківщині (зруйновано, зокрема, будівлю Дворічанської селищної ради). Є загиблі та поранені серед мирного населення. З танків і артилерії російські окупанти обстрілювали прифронтові райони від Чернігівської до Херсонської областей.
Російські війська завдали ударів по Херсону, внаслідок чого пошкоджено будинки, автомобілі, газопровід та лінії електропередач. Також через атаку загинув цивільний, ще один отримав поранення.
Генасамблея ООН підтримала резолюцію «Про справедливий і сталий мир в Україні», 141 країна «за», утрималися 32, проти: Росія, Білорусь, Еритрея, КНДР, Малі, Нікарагуа та Сирія. (Проєкт резолюції A/ES-11/L.6)

### 24 лютого

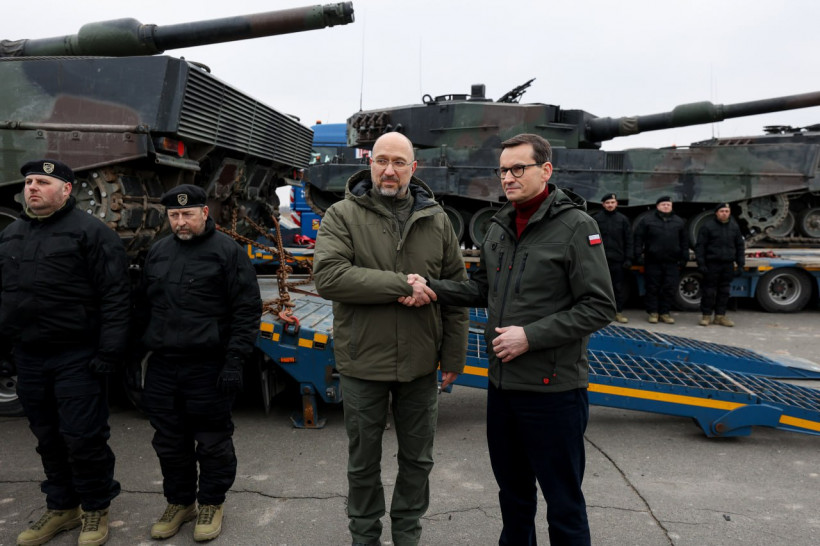
Денис Шмигаль та Матеуш Моравецький зустріли в Україні перші танки Leopard 2, надані Польщею 24.02.2023

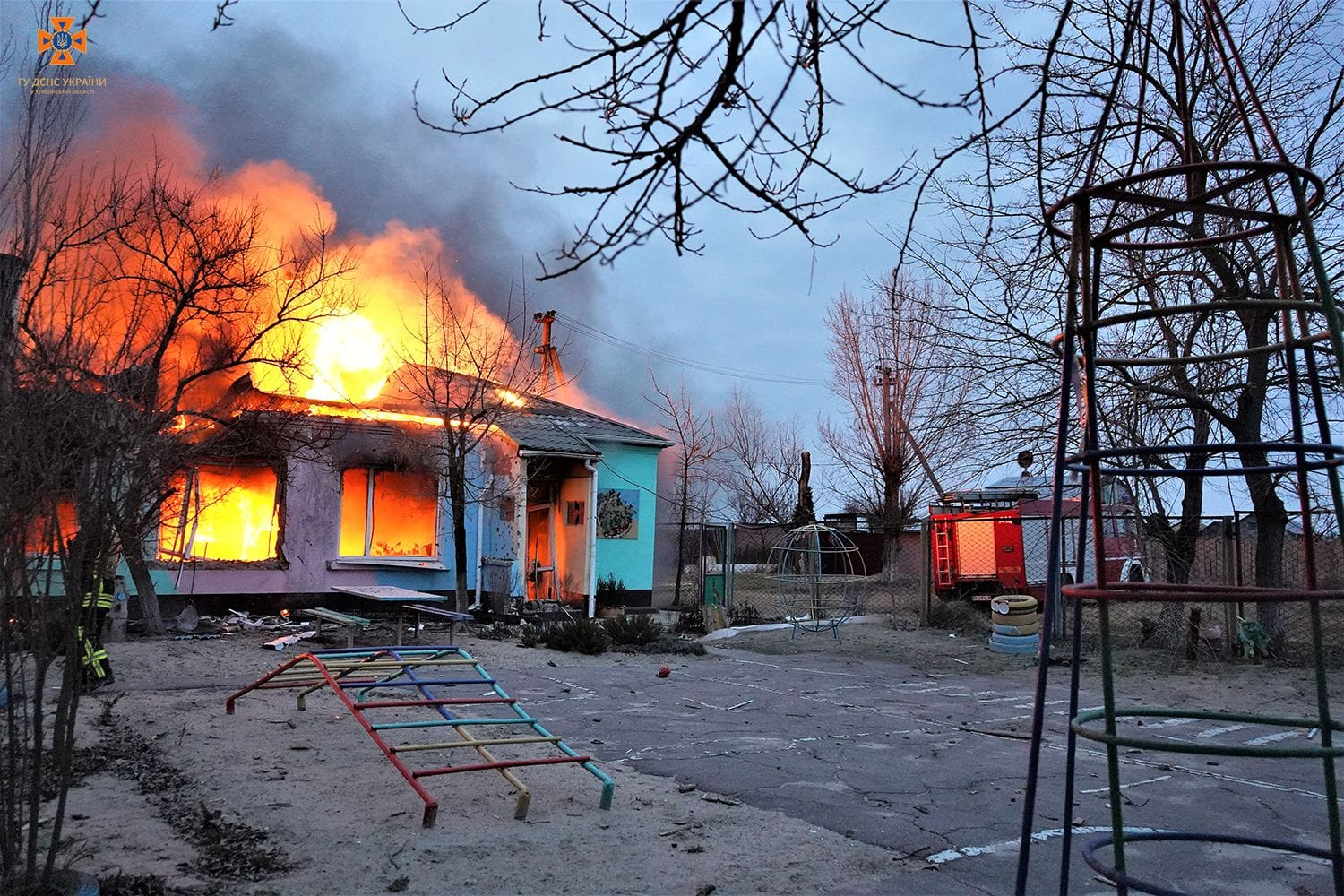
Дитсадок у Херсоні після російського обстрілу 24 лютого

Росіяни наступали на Куп'янському, Лиманському, Бахмутському, Авдіївському та Шахтарському напрямках. Минулої доби ЗСУ відбили близько 70 атак противника на зазначених напрямках. Завдали 27 авіаційних ударів та здійснили 75 обстрілів з РСЗВ. З мінометів і артилерії російські окупанти обстрілювали прифронтові райони від Чернігівської до Херсонської областей, Миколаївщину.
Російські окупанти упродовж ночі дев'ять разів обстріляли Нікопольський район Дніпропетровської області з важкої артилерії. Ворог атакував Нікополь, Таврійське, Часів Яр та Марганець В Україну прибула перша партія з 4 танків Leopard 2 із Польщі.
Виповнився рівно рік, як 24 лютого 2022 року о 4 годині ранку російські війська розпочали широкомасштабне вторгнення на територію України. Вийшли фільми, присвячені першому Року незламності українського народу.

### 25 лютого
Росіяни наступали на Куп'янському, Лиманському, Бахмутському, Авдіївському та Шахтарському напрямках. ЗСУ відбили 71 атаку противника на зазначених напрямках.
Росіяни завдали 14 ракетних та 19 авіаційних ударів. Здійснили 57 обстрілів з РСЗВ. З мінометів і артилерії російські окупанти обстрілювали прифронтові райони від Чернігівської до Херсонської областей.
ЗСУ знищили два склади палива росіян в окупованому Маріуполі.

### 26 лютого

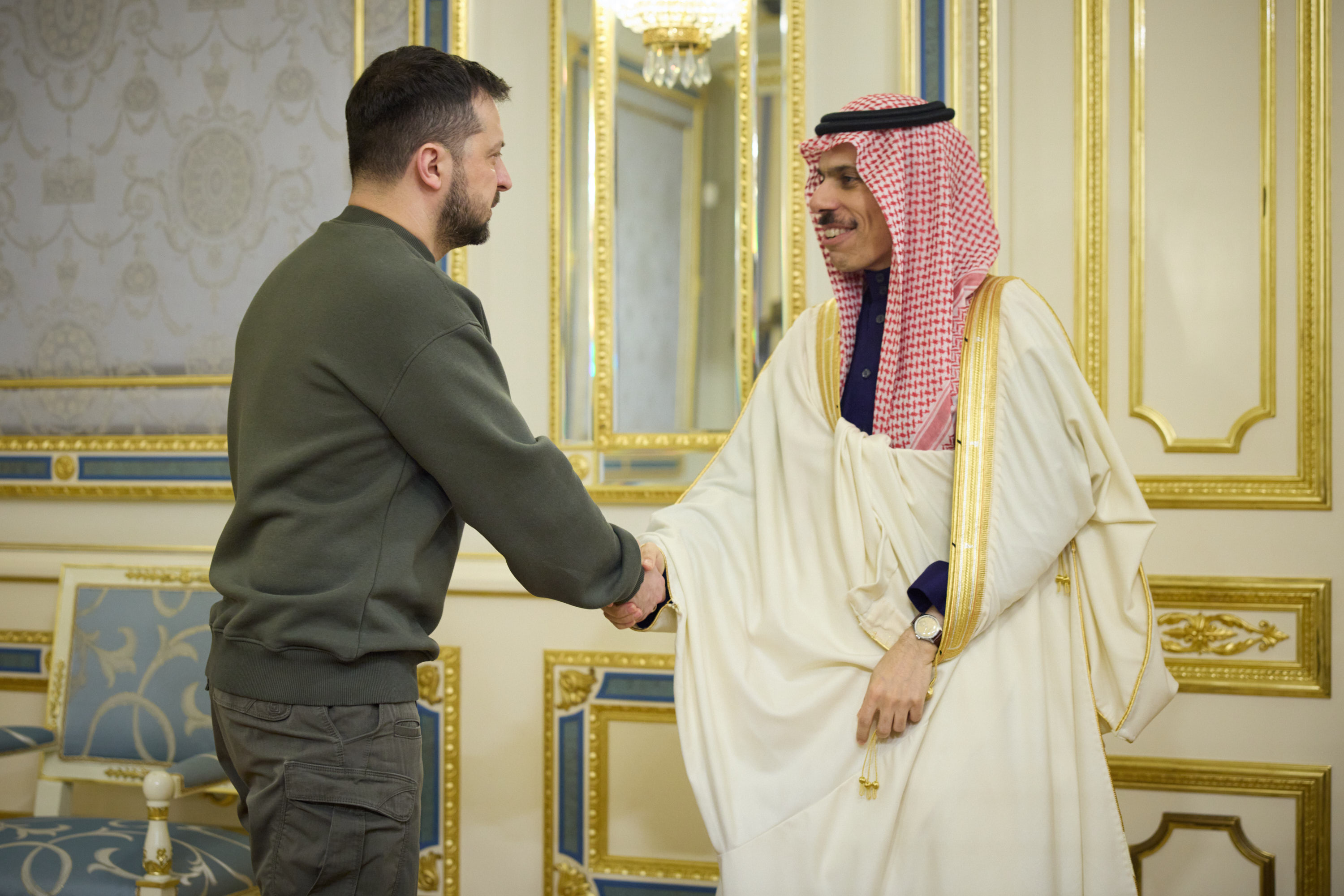
Президент Зеленський на зустрічі з Міністром МЗС Саудівської Аравії Фейсалом бін Фарханом Аль Саудом

Росіяни наступали на Куп'янському, Лиманському, Бахмутському, Авдіївському та Шахтарському напрямках. ЗСУ відбили 81 атаку окупантів на цих напрямках.
Російські загарбники намагались знищити критичну інфраструктуру України, продовжвали завдавати ударів, здійснювати артилерійські обстріли цивільних об'єктів та будинків мирного населення. ЗСУ збили ворожий літак наад Авдіївкою.
Росіяни завдали 5 ракетних та 13 авіаційних ударів, 2 з яких — із застосуванням БпЛА типу Шахед-136 по цивільній інфраструктурі. Обидва дрони збито. Також ворог здійснив понад 50 обстрілів з реактивних систем залпового вогню, зокрема, по цивільній інфраструктурі на Херсонщинні та Донеччині. Є загиблі та пораненні мирні громадяни, знищені цивільні будинки та пошкоджені об'єкти цивільної інфраструктури. З мінометів і артилерії російські окупанти обстрілювали прифронтові райони від Чернігівської до Херсонської областей.
Російські війська накрили артилерійським вогнем Нікополь, Марганецьку та Мирівську громади. Пошкоджень зазнали будівлі, газопровід та лінія електропередач.

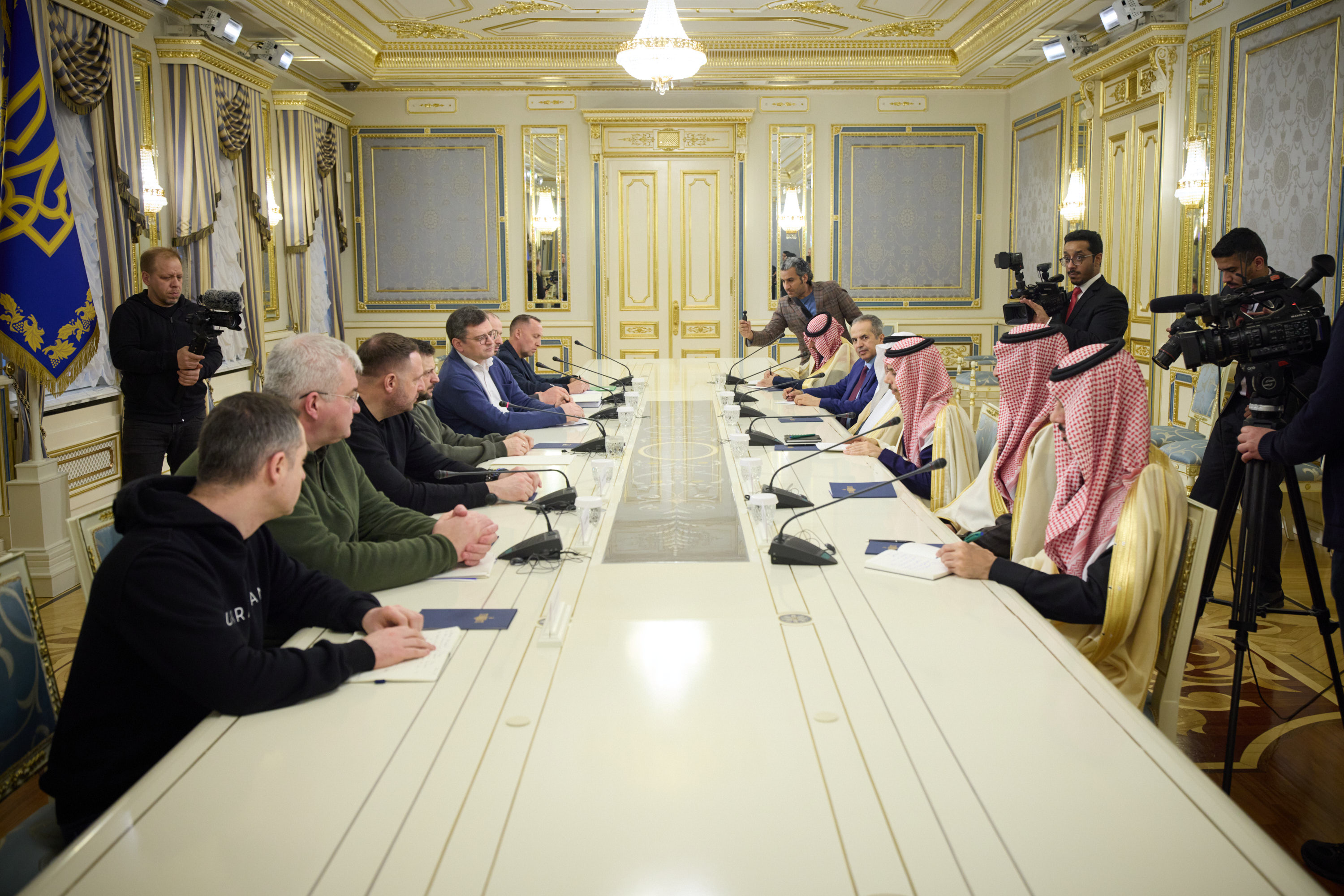
Перемовини з представниками Саудівської Аравії, 26.02.2023

На військовому аеродромі Мачулищі, що знаходиться за 12 км від Мінська, сталося два вибухи. Суттєво пошкодженно літак ДРЛО А-50 російських збройних сил, що там базувався.
Відбувся перший офіційний візит глави МЗС Саудівської Аравії в Україну, за участі принца Фейсалу бін Фархану Аль Сауду. У рамках візиту в Офісі президента були підписані два документи, що формалізували надання Україні пакету допомоги у розмірі $400 млн: гумдопомоги на $100 млн та нафтопродуктів на $300 млн.

### 27 лютого
Росіяни наступали на Куп'янському, Лиманському, Бахмутському, Авдіївському та Шахтарському напрямках. ЗСУ відбили понад 60 атак супротивника. На Куп'янському та Лиманському напрямках противник провів безуспішні наступальні дії в районах н.п. Макіївка, Площанка, Кремінна, Діброва та Білогорівка Луганської області. На Бахмутському напрямку ЗСУ атаки супротивника в районах н.п. Васюківка, Оріхово-Василівка, Берхівка, Ягідне та Бахмут Донецької області. На Авдіївському та Шахтарському напрямках супротивник продовжував атакувати ЗСУ, здійснив кілька наступів у напрямку Кам'янки, Красногорівки та Мар'їнки Донецької області.
Росіяни атакували пожежну частину в Світогорську, загинув рятувальник.
Під час атаки дронами-камікадзе на Хмельницький, загинув один працівник рятувальної служби також 4 людини були поранені після час повторного влучання. Росіяни завдали 8 ракетних та 32 авіаційних удари. Здійснили 85 обстрілів з РСЗВ. З мінометів і артилерії російські окупанти обстрілювали прифронтові райони від Чернігівської до Херсонської областей, зокрема, Нікополь на Дніпровщині, Мирноград на Донеччині
Вночі росіяни випустили по Україні 14 дронів-камікадзе Шахед-136. Протиповітряна оборона знищила 11 безпілотників. У результаті удару в Хмельницьку зафіксовано три влучання, у результаті чого дві людини загинули, ще троє працівників ДСНС отримали поранення.

### 28 лютого
На Куп’янському, Лиманському, Бахмутському, Авдіївському та Шахтарському напрямках минулої доби ЗСУ відбили понад 85 атак росіян.
На Бахмутському напрямку росіяни продовжували вести наступ. Не припиняли штурмувати місто Бахмут. ЗСУ відбили атаки в районах Оріхово-Василівки, Дубово-Василівки, Богданівки, Бахмута, Часового Яру та Білої Гори. На Авдіївському та Шахтарському напрямках окупанти продовжували атакувати позиції наших військ. Здійснили безуспішні наступальні дії в напрямку н.п.Кам’янка, Авдіївка, Водяне, Первомайське, Невельське, Мар’їнка та Побєда.
Протягом доби російські окупанти завдали 2 ракетних та 12 авіаційних ударів, включно із застосуванням 2 БпЛА «Шахед-136». Ці дрони збили воїни ЗСУ. Також ворог здійснив 68 обстрілів з РСЗВ. Постраждали цивільні. З мінометів і артилерії російські окупанти обстрілювали прифронтові райони від Чернігівської до Херсонської областей.
Ситуація під Бахмутом лишалася напруженою, росіяни кинули туди найбільш підготовлені штурмові загони ПВК «Вагнер».
Вночі, внаслідок російської атаки у Краматорському районі Донецької області, сталося влучання у пожежно-рятувальну частину. Будівля пожежного депо зазнала пошкоджень, виведені з ладу авто рятувальників, загинув працівник ДСНС — Олександр Цуркан. Ворог обстріляв Чернігівщину та двічі Сумщину.
Безпілотник UJ-22 Airborne впав неподалік Москви біля об'єкта, який належить Газпрому.

## Підсумки лютого 2023
У лютому 2023 вздовж всієї лінії фронту тривали обстріли, активні бойові дії точились на східних ділянках — в районах Бахмута, Вугледара та Кремінної, де росіяни посилили тиск. В результаті російські окупанти просунувся у східних районах Бахмута, а також на південь і північ від міста, намагаючись відрізати його від постачання і взяти в оточення. Наступи загарбників під Вугледаром були успішно відбиті ЗСУ. Активно росіяни обстрілювали і прифронтові райони від Чернігівської до Херсонської і Миколаївської областей.
10 лютого російські військові завдали чергового масованого ракетного удару по енергетичній інфраструктурі України (14-й масований удар за даними прем'єр-міністра України), було випущено 71 ракету, 61 з яких збила протиповітряна оборона. Постраждала цивільна і енергетична інфраструктура у Запорізькій, Харківській і Хмельницькій областях.
11 лютого припинились масові віялові відключення електроенергії в країні.
В ніч на 16 лютого Росія випустила по Україні 36 ракет, ППО знищила 16 із них. Решта вразили об'єкти критичної і промислової інфраструктури у Кременчуці, Павлограді, Харкові і Вовчанську.
20 лютого Київ відвідав Президент США Джо Байден.
Продовження хронології — у статті Хронологія російського вторгнення в Україну (березень 2023).